# Lista odcinków serialu Katastrofa w przestworzach
Lista odcinków dokumentalnego serialu telewizyjnego produkcji kanadyjskiej (Cineflix Productions), znanego w Polsce pod tytułem Katastrofa w przestworzach, emitowanego na antenie telewizji National Geographic oraz Stopklatka (kanał telewizyjny). Do tej pory wyprodukowano 217 odcinków w 24 seriach (w tym 6 odcinków specjalnych), a także 50 odcinków w 5 sezonach podserii Katastrofa w przestworzach: Raport specjalny.

## Seria 1
| Nr | Tytuł (Tytuł oryginalny)                                       | Katastrofa                              | Model samolotu          | Data katastrofy     | Liczba ofiar |
| --- | -------------------------------------------------------------- | --------------------------------------- | ----------------------- | ------------------- | ------------ |
| 1 | Nieunikniona tragedia (Unlocking Disaster/Ripped from the Sky) | Katastrofa lotu United Airlines 811     | Boeing 747-122          | 24 lutego 1989      | 9            |
| Niedaleko Honolulu nagle otworzyły się drzwi luku bagażowego samolotu linii United Airlines. Na skutek gwałtownej dekompresji z samolotu zostało wyssanych pięć rzędów foteli oraz dziewięciu pasażerów. Podczas śledztwa ustalono, że przyczyną tragedii była, o dziwo zauważona wcześniej, wada konstrukcyjna zamka drzwi bagażowni.                                                                            |                                                                |                                         |                         |                     |              |
| 2 | Wyścigi z burzą (Racing the Storm/Fatal Landing)               | Katastrofa lotu American Airlines 1420  | McDonnell Douglas MD-82 | 1 czerwca 1999      | 11           |
| Samolot linii American Airlines wystartował z Dallas do Little Rock z dwugodzinnym opóźnieniem z powodu burzy. Na lotnisku docelowym powitała go równie silna nawałnica i porywiste wiatry. Zmęczeni piloci przy podchodzeniu do lądowania popełnili fatalny błąd. Do katastrofy przyczyniły się również naciski ze strony przewoźnika do trzymania się harmonogramu nawet pomimo ryzyka.                         |                                                                |                                         |                         |                     |              |
| 3 | Pożar na pokładzie (Fire on Board/Fire in the Sky)             | Katastrofa lotu Swissair 111            | McDonnell Douglas MD-11 | 2 września 1998     | 229          |
| Piloci samolotu linii Swissair zobaczyli dym w kokpicie niecałą godzinę po starcie. Postanowili zrzucić paliwo i jak najszybciej wylądować, niestety kilka minut później samolot wpadł do Atlantyku. Pożar spowodowany był wadą jednego z przewodów, który stopił się, po czym nastąpił zapłon izolacji wykonanej z wysoce łatwopalnego materiału termoplastycznego.                                              |                                                                |                                         |                         |                     |              |
| 4 | Na skróty (Cutting Corners/Fatal Error)                        | Katastrofa lotu Alaska Airlines 261     | McDonnell Douglas MD-83 | 31 stycznia 2000    | 88           |
| Tuż po starcie samolotu linii Air Alaska z Puerto Vallarta przestał działać ster wysokości. Piloci stracili kontrolę nad wznoszeniem i opadaniem maszyny, która runęła do Pacyfiku. Po wyłowieniu wraku okazało się, że przyczyną tej katastrofy było nadmierne zużycie pewnego mechanizmu usterzenia ogonowego i jego niewłaściwa eksploatacja.                                                                  |                                                                |                                         |                         |                     |              |
| 5 | Lot na oślep (Flying Blind)                                    | Katastrofa lotu Aeroperú 603            | Boeing 757-200          | 2 października 1996 | 70           |
| Tuż po nocnym starcie z Limy samolotu linii Aeroperú okazało się, że nie działają dwa najważniejsze przyrządy – wysokościomierz i prędkościomierz. Kilka minut później samolot uderzył skrzydłem o taflę wody i rozbił się nad Pacyfikiem. Po wyłowieniu wraku okazało się, że przyczyną tej katastrofy było zaklejenie taśmą (przez obsługę naziemną, podczas mycia samolotu) portów statycznego systemu Pitota. |                                                                |                                         |                         |                     |              |
| 6 | Lot bez paliwa (Flying on Empty)                               | Awaryjne lądowanie lotu Air Transat 236 | Airbus A330-243         | 24 sierpnia 2001    | 0            |
| Nowoczesnemu Airbusowi linii Air Transat, lecącemu z Toronto do Lizbony, niespodziewanie nad Atlantykiem skończyło się paliwo. Pilotom udało się jednak wylądować lotem ślizgowym na małym lotnisku wojskowym na Azorach. Przyczyną tej sytuacji był wyciek paliwa z jednego ze zbiorników spowodowany przeoczeniem podczas wymiany silnika.                                                                      |                                                                |                                         |                         |                     |              |

## Seria 2
| Nr | Tytuł (Tytuł oryginalny)                                         | Katastrofa                                      | Model samolotu                   | Data katastrofy    | Liczba ofiar |
| --- | ---------------------------------------------------------------- | ----------------------------------------------- | -------------------------------- | ------------------ | ------------ |
| 1 | Tragedia w kabinie pilota (Blow Out/Ripped fro the Cockpit)      | Awaria lotu British Airways 5390                | BAC-111-528FL                    | 10 czerwca 1990    | 0            |
| Kilka minut po starcie samolotu linii British Airways puściły mocowania przedniej szyby maszyny, która wraz z pierwszym pilotem została wyssana na zewnątrz. Stery podczas lądowania przejął drugi pilot. Reszta załogi w tym czasie trzymała za nogi kapitana, który – o dziwo – przeżył. W czasie śledztwa ustalono, że podczas ostatniej wymiany szyby mechanik nie zastosował się do procedur. |                                                                  |                                                 |                                  |                    |              |
| 2 | Bez śmigła (A Wounded Bird/One Wing Flight)                      | Katastrofa lotu Atlantic Southeast Airlines 529 | Embraer 120 Brasilia             | 21 sierpnia 1995   | 9            |
| Na chwilę przed katastrofą samolotu linii ASA maszyna straciła jedno ze śmigieł. Śledztwo dowiodło, że tragedię spowodowało zlekceważone przez mechaników zmęczenie materiału. Była to trzecia podobna awaria w samolotach tego producenta. |                                                                  |                                                 |                                  |                    |              |
| 3 | Porwanie (The Killing Machine/Hijacked/Hijack Rescue)            | Lot Air France 8969                             | Airbus A300B2-1C                 | 24–26 grudnia 1994 | 7            |
| Na lotnisku w Algierii czterech islamskich terrorystów porwało Airbusa linii Air France. Francuskie władze nie miały wyjścia – musiały zaryzykować życie pasażerów, aby zapobiec potencjalnej większej tragedii. Wkrótce do akcji wysłano oddział komandosów, który miał zlikwidować terrorystów i uwolnić pasażerów.                                                                              |                                                                  |                                                 |                                  |                    |              |
| 4 | Lądowanie na oślep (Losts/Crash on the Mountain)                 | Katastrofa lotu American Airlines 965           | Boeing 757-200                   | 20 grudnia 1995    | 159          |
| Szereg błędów związanych z nawigacją, popełnionych przez załogę samolotu linii American Airlines doprowadził do rozbicia się maszyny na wschodniej stronie szczytu góry El Deluvio. Do zdarzenia doszło wieczorem, zaś ekipy ratunkowe dotarły na miejsce dopiero rano, w związku z czym katastrofę przeżyły jedynie 4 osoby.                                                                      |                                                                  |                                                 |                                  |                    |              |
| 5 | Śmiertelne spóźnienie (Missing Over New York/Deadly Delay)       | Katastrofa lotu Avianca 52                      | Boeing 707-320B                  | 25 stycznia 1990   | 73           |
| Gęsta mgła nad Nowym Jorkiem uniemożliwiła lądowanie lotu linii Avianca, który oczekując na pozwolenie był obsługiwany po kolei przez kilku różnych kontrolerów. Samolot krążył w powietrzu tak długo, aż przy podejściu skończyło mu się paliwo i w konsekwencji runął na ziemię. |                                                                  |                                                 |                                  |                    |              |
| 6 | Kolizja (Deadly Crossroads/Mid-Air Collision/A Father’s Revenge) | Katastrofa lotnicza nad Überlingen              | Tupolev Tu-154MBoeing 757-200APF | 1 lipca 2002       | 71           |
| Dwa samoloty znajdowały się na kursie kolizyjnym. Piloci jednego z nich zastosowali się do poleceń niezorientowanego w sytuacji kontrolera lotu, natomiast drugiego – do wskazań pokładowego systemu antykolizyjnego (TCAS). W wyniku tych decyzji doszło do zderzenia w powietrzu, w którym zginęli wszyscy pasażerowie i członkowie załogi obu samolotów (71 osób, w tym 45 dzieci).             |                                                                  |                                                 |                                  |                    |              |

## Seria 3
| Nr | Tytuł (Tytuł oryginalny)                                                 | Katastrofa                                          | Model samolotu                 | Data katastrofy      | Liczba ofiar |
| --- | ------------------------------------------------------------------------ | --------------------------------------------------- | ------------------------------ | -------------------- | ------------ |
| 1 | Życie na włosku (Hanging by a Thread)                                    | Katastrofa lotu Aloha Airlines 243                  | Boeing 737-200                 | 28 kwietnia 1988     | 1            |
| Podczas lotu linii Aloha Airlines z Hilo do Honolulu pękają nity mocujące poszycie samolotu i spory fragment dachu zostaje zerwany. Pilotowi udaje się wylądować awaryjnie w Kahului na wyspie Maui. Jedyna ofiara śmiertelna to stewardesa, która zostaje wyssana z samolotu w wyniku dekompresji. |                                                                          |                                                     |                                |                      |              |
| 2 | Atak nad Bagdadem (Attack over Baghdad)                                  | Awaryjne lądowanie samolotu OO-DLL w Bagdadzie      | Airbus A300B4-203F             | 22 listopada 2003    | 0            |
| Nad Bagdadem terroryści odpalają rakietę ziemia-powietrze, która uderza w samolot transportowy linii DHL. W wyniku zapalenia się samolotu w obrębie lewego skrzydła następuje wyciek płynu hydraulicznego. Mimo uszkodzenia samolot ląduje bezpiecznie w Bagdadzie. Jest to pierwsze w historii bezpieczne lądowanie dużego samolotu komercyjnego bez hydrauliki. |                                                                          |                                                     |                                |                      |              |
| 3 | Brak kontroli/Poza kontrolą (Out of Control)                             | Katastrofa lotu Japan Airlines 123                  | Boeing 747SR                   | 12 sierpnia 1985     | 520          |
| Uszkodzenie tylnej części kadłuba Jumbo Jeta linii Japan Airlines zostaje naprawione i samolot powraca do służby. 7 lat później niestarannie naprawiona tylna przegroda rozrywa się, powodując uszkodzenie statecznika pionowego oraz wszystkich 4 systemów hydraulicznych maszyny. Pilot utrzymuje samolot w powietrzu przez 32 minuty, po czym uderza w górę Osutaka. Spośród 524 pasażerów wielu udaje się przeżyć katastrofę, lecz większość z nich umiera w oczekiwaniu na pomoc. Następnego dnia udało się uratować jedynie 4 pasażerów. Była to największa pod względem liczby ofiar śmiertelnych katastrofa pojedynczego samolotu. |                                                                          |                                                     |                                |                      |              |
| 4 | Zamachowiec samobójca/Walka o życie (Fight for your life/Suicide Attack) | Incydent w czasie lotu FedEx Express 705            | McDonnell Douglas DC-10-30F    | 7 kwietnia 1994      | 0            |
| Auburn Calloway, jeden z pracowników firmy FedEx, ma zostać zwolniony za oszustwo w swoim CV. Wchodzi na pokład lotu 705 linii FedEx, biorąc ze sobą młotek i kuszę. Po starcie z Memphis w stanie Tennessee Calloway wchodzi do kokpitu i dokonuje ataku na załogę. Po długotrwałej i krwawej bójce zbuntowany pracownik zostaje obezwładniony, a samolot powraca bezpiecznie do Memphis. |                                                                          |                                                     |                                |                      |              |
| 5 | Bomba na pokładzie (Bomb on Board)                                       | Katastrofa lotu Philippine Airlines 434             | Boeing 747-200B                | 11 grudnia 1994      | 1            |
| Terrorysta Ramzi Yousef wnosi bombę na pokład samolotu linii Philippine Airlines. Podczas ostatniej fazy lotu do Tokio bomba eksploduje, zabijając jednego pasażera oraz uszkadzając systemy sterowania. Pilot sprowadza maszynę na ziemię, lądując awaryjnie w Okinawie. |                                                                          |                                                     |                                |                      |              |
| 6 | Zestrzelenie irańskiego Airbusa/Tragiczna pomyłka (Mistaken Identity)    | Katastrofa lotu Iran Air 655                        | Airbus A300B2-203              | 3 lipca 1988         | 290          |
| Podczas wojny iracko-irańskiej w Zatoce Perskiej, załoga statku USS Vincennes, mimo doskonałego wyposażenia technicznego, myli samolot pasażerski Airbus A300 z myśliwcem F-14 Tomcat. Po wystrzeleniu rakiety przez USS Vincennes samolot zostaje strącony. |                                                                          |                                                     |                                |                      |              |
| 7 | Katastrofa helikoptera/Awaryjne wodowanie (Helicopter Down)              | Katastrofa śmigłowca Aerospatiale AS332L Super Puma | Aerospatiale AS332L Super Puma | 19 stycznia 1995     | 0            |
| Helikopter Super Puma zostaje uderzony piorunem podczas lotu do pól naftowych Brae. Uszkodzenie śmigła ogonowego powoduje przymus wodowania maszyny w lodowatym Morzu Północnym. Mimo trudnych warunków atmosferycznych cała załoga zostaje uratowana. |                                                                          |                                                     |                                |                      |              |
| 8 | EgyptAir 990 (Death and Denial/EgyptAir 990)                             | Katastrofa lotu EgyptAir 990                        | Boeing 767-300ER               | 31 października 1999 | 217          |
| Pierwszy oficer, Gameel Al-Batouti, po osiągnięciu wysokości 10 000 m, przejmuje stery i wyłącza automatycznego pilota. Samolot gwałtownie zmniejsza wysokość w tempie 100 m na sekundę, powodując stan nieważkości w kabinie. Następnie wraca na wysokość 7200 m i nurkuje ponownie. Manewry powodują wyłączenie lewego silnika. 3 minuty po osiągnięciu pułapu przelotowego (10 000 m) samolot wpada do Oceanu Atlantyckiego, 100 km na południe od wyspy Nantucket, powodując śmierć wszystkich 217 osób na pokładzie. |                                                                          |                                                     |                                |                      |              |
| 9 | Dziecko za sterami (Kid in the Cockpit)                                  | Katastrofa lotu Aerofłot 593                        | Airbus A310-304                | 23 marca 1994        | 75           |
| Podczas lotu kapitan zabiera dwójkę swoich dzieci do kabiny pilotów. Piętnastoletni syn kapitana zajmuje miejsce pierwszego pilota, przejmuje stery i powoduje przeciągnięcie samolotu. Maszyna uderza w ziemię, zabijając wszystkie 75 osób na pokładzie. |                                                                          |                                                     |                                |                      |              |
| 10 | Porwanie nad Afryką (Ocean landing/African Hijack)                       | Katastrofa lotu Ethiopian Airlines 961              | Boeing 767-260ER               | 23 listopada 1996    | 125          |
| Podczas lotu Ethiopian Airlines 961 porywacze zażądali lotu do Australii. Nie wierzą pilotowi, że samolot nie posiada wystarczającej ilości paliwa na tak długą trasę. Pilot próbuje zwieść porywaczy, dolatując do wybrzeży Afryki, lecz porywacze zauważają to i rozkazują pilotowi, aby leciał na wschód. Pilot kieruje samolot na wyspy Komory, lecz na skutek braku paliwa samolot zaczyna tracić wysokość. Jeden z porywaczy wyłącza automatycznego pilota i próbuje przejąć stery. Uświadamia sobie, że nie jest w stanie zapanować nad samolotem. Pilot ponownie próbuje odzyskać kontrolę nad maszyną, aby wylądować na wodzie, blisko plaży na wyspie Wielki Komor. Po zahaczeniu skrzydłem o wodę samolot rozbija się. Ginie 125 spośród 175 osób. |                                                                          |                                                     |                                |                      |              |

## Odcinek specjalny (2005)
Odcinek ten jest poświęcony katastrofie lotniczej na Teneryfie. Trwa 90 minut i nie jest on częścią żadnej serii serialu.
| Tytuł (Tytuł oryginalny) | Katastrofa                       | Model samolotu                  | Data katastrofy | Liczba ofiar |
| --- | -------------------------------- | ------------------------------- | --------------- | ------------ |
| Katastrofa na Teneryfie (Crash of the century) | Katastrofa lotnicza na Teneryfie | Boeing 747-121; Boeing 747-206B | 27 marca 1977   | 583          |
| Boeingi 747 linii Pan Am oraz KLM zmierzające na Gran Canarię zostają przekierowane na lotnisko Los Rodeos na Teneryfie. W gęstej mgle samolot KLM wpada na kołujący samolot Pan Am. Giną 583 osoby, a 61 zostaje rannych. Był to wypadek z największą liczbą ofiar śmiertelnych w historii lotnictwa. |                                  |                                 |                 |              |

## Seria 4
| Nr | Tytuł (Tytuł oryginalny)                                                                                           | Katastrofa                                                                                        | Model samolotu                                    | Data katastrofy                             | Liczba ofiar |
| --- | --- | ------------------------------------------------------------------------------------------------- | ------------------------------------------------- | ------------------------------------------- | ------------ |
| 1 | Cudowna ucieczka (Desperate escape/Miracle Escape)                                                                 | Katastrofa lotu Air France 358                                                                    | Airbus A340-313E                                  | 2 sierpnia 2005                             | 0            |
| Nad lotniskiem w Toronto szalała burza. Samolot pilotował drugi pilot. Maszyna dotknęła pasa startowego dopiero w jego połowie, odwracacze ciągu zostały włączone zbyt późno i rozpędzony samolot nie miał możliwości szybkiego zatrzymania. W efekcie wyjechał poza koniec pasa startowego. Załoga zarządziła błyskawiczną ewakuację. Chwilę potem samolot spłonął. Na szczęście nikt nie zginął. | |                                                                                                   |                                                   |                                             |              |
| 2 | Awaria wszystkich silników/ Lot bez silników (Falling from the sky/All Engines Failed!)                            | Incydent w czasie lotu British Airways 9                                                          | Boeing 747-236B                                   | 24 czerwca 1982                             | 0            |
| Na wysokości ponad 10 000 m nad Oceanem Indyjskim przestają działać wszystkie cztery silniki Jumbo Jeta linii British Airways. Pozbawiony ciągu lot nr 9 traci wysokość. Załoga próbuje uratować samolot przed wpadnięciem do oceanu. Nagle sytuacja poprawia się i silniki zaczynają ponownie działać. Piloci bezpiecznie lądują na lotnisku w Dżakarcie. | |                                                                                                   |                                                   |                                             |              |
| 3 | Pożar na pokładzie/Walka z pożarem (Fire Fight/Fiery landing)                                                      | Katastrofa lotu Air Canada 797                                                                    | McDonnell Douglas DC-9-32                         | 2 czerwca 1983                              | 23           |
| W czasie lotu do Montrealu samolot linii Air Canada wypełnia dym. Urządzenia elektryczne przestają działać, a dym gęstnieje. Załoga rozpaczliwie stara się wylądować uszkodzonym samolotem. Na pas zostają wezwane jednostki ratownicze. Piloci lądują, po czym rozpoczyna się ewakuacja pasażerów. Niestety, niedługo po tym całą maszynę ogarniają płomienie. Ginie 23 z 46 osób na pokładzie. | |                                                                                                   |                                                   |                                             |              |
| 4 | Lądowanie bez widoczności (Final Approach/Blind landing/Missed Approach)                                           | Katastrofa lotu Korean Air 801                                                                    | Boeing 747-300                                    | 6 sierpnia 1997                             | 228          |
| Samolot linii Korean Air z 254 osobami na pokładzie wyruszył z Seulu do portu lotniczego w Hagåtña na Guam. Przy próbie lądowania samolot rozbił się na pobliskim wzgórzu. Maszyna rozpadła się na cztery części, które zostały rozrzucone po pagórkowatym terenie dżungli, po czym stanęły w płonieniach. Zginęło 228 osób. | |                                                                                                   |                                                   |                                             |              |
| 5 | Ukryte zagrożenie (Hidden Danger/Mystery crashes)                                                                  | Katastrofa lotu United Airlines 585 Katastrofa lotu USAir 427 Incydent lotu Eastwind Airlines 517 | Boeing 737-291 Boeing 737-3B7 Boeing 737-200      | 3 marca 1991 8 września 1994 9 czerwca 1996 | 25 132 0     |
| Odcinek przedstawia 3 wypadki maszyn lotniczych, które podchodziły do lądowania. Najpierw w 1991 samolot linii United Airlines niedaleko Colorado Springs wpadł w przechył i uderzył w ziemię. Nie ocalał nikt spośród 25 osób na pokładzie. 3 lata później samolot linii USAir zbliżając się do Pittsburga nagle zaczął spadać i roztrzaskał się w lesie. W tej katastrofie śmierć poniosły 132 osoby. 2 lata po tej katastrofie sytuacja się powtarza, jednak piloci odzyskują panowanie i sprowadzają samolot na lotnisko, ratując pasażerów. Dopiero po tym incydencie śledczy odkryli przyczyny zdarzeń. | |                                                                                                   |                                                   |                                             |              |
| 6 | Panika nad Pacyfikiem (Panic over the Pacific/6 mile plunge)                                                       | Incydent lotu China Airlines 006                                                                  | Boeing 747SP-09                                   | 19 lutego 1985                              | 0            |
| Na wysokości 12 000 m samolot linii China Airlines, lecący z Taoyuan na Tajwanie do Los Angeles, nagle zaczyna samoczynnie przechylać się na prawe skrzydło. Kapitan wyłącza autopilota i bezskutecznie próbuje wyrównać lot. Ciągle pogłębiający się przechył maszyny powoduje przeciągnięcie i gwałtowny lot nurkowy. Z powodu dużego przeciążenia rzędu 5 g, od samolotu zaczynają odrywać się części poszycia kadłuba. Pilotom w jakiś sposób udaje się przerwać lot nurkowy. Samolot ląduje bezpiecznie na lotnisku w San Francisco.                                                                     | |                                                                                                   |                                                   |                                             |              |
| 7 | Zderzenie nad Los Angeles/Kolizja w powietrzu (Out of Sight/Collision over LA)                                     | Katastrofa lotu Aeroméxico 498                                                                    | McDonnell Douglas DC-9-32Piper PA-28-181 Cherokee | 31 sierpnia 1986                            | 82           |
| Samolot DC-9 linii Aeroméxico leciał z Tijuany do Los Angeles. Podczas podchodzenia do lądowania w ogon maszyny uderza Piper Cherokee z trzema osobami na pokładzie. Chwilę po zderzeniu DC-9 spada na dzielnicę mieszkalną Cerritos, niszcząc 16 budynków. Drugi samolot rozbija się na pobliskim boisku szkolnym. Giną łącznie 82 osoby. | |                                                                                                   |                                                   |                                             |              |
| 8 | Zaginiony samolot/Opary wojny/Tragedia pod Dubrownikiem (Flight 21 is Missing/Fog of war/Inbound/Crash in Croatia) | Katastrofa lotnicza w Dubrowniku                                                                  | Boeing CT-43                                      | 3 kwietnia 1996                             | 35           |
| Wojskowy samolot wystartował z Tuzli do Dubrownika. Ze względu na złe warunki atmosferyczne piloci podchodzili do lądowania według przyrządów IFR z wykorzystaniem radiolatarni bezkierunkowych. Ponieważ ta procedura jest rzadko wykorzystywana w wojskowym lotnictwie amerykańskim, piloci nie byli do niej właściwie przygotowani. Podchodząc do lądowania maszyna zeszła z planowanego kursu i uderzyła we wzgórze znajdujące się 2,6 kilometra na północ od właściwej linii podejścia. | |                                                                                                   |                                                   |                                             |              |
| 9 | Tragiczne nurkowanie (Vertigo/Desperate Dive/Deadly disorientation)                                                | Katastrofa lotu Flash Airlines 604                                                                | Boeing 737-3Q8                                    | 3 stycznia 2004                             | 148          |
| Tuż po starcie z egipskiego Szarm el-Szejk Boeing 737 linii Flash Airlines rozpoczął wznoszenie na wysokość przelotową. Po osiągnięciu około 6.000 stóp (tj. około 1.830 m) samolot zaczął przechylać się w prawo, po czym wpadł w korkociąg i runął do Zatoki Akaba (Morze Czerwone). Zginęło 148 osób. Przyczyna katastrofy do dziś nie jest jasna. | |                                                                                                   |                                                   |                                             |              |
| 10 | Samolot widmo (Ghost Plane/Unconscious Pilot)                                                                      | Katastrofa lotu Helios Airways 522                                                                | Boeing 737-31S                                    | 14 sierpnia 2005                            | 121          |
| Myśliwce wojskowe śledzą krążący nad Atenami samolot pasażerski. Piloci nie odpowiadają na wezwania wieży kontroli lotów. Wszyscy obawiają się porwania. Pilot myśliwca zgłasza brak jakiegokolwiek ruchu w kabinie maszyny. Po trzech godzinach od startu w Boeingu 737 linii Helios Airways kończy się paliwo. Samolot przechyla się na lewe skrzydło i spada na ziemię w pobliżu wzgórza Grammatikos. Nikt nie przeżył katastrofy. | |                                                                                                   |                                                   |                                             |              |

## Seria 5
| Nr | Tytuł (Tytuł oryginalny)                                                              | Katastrofa                                                                       | Model samolotu                       | Data katastrofy             | Liczba ofiar |
| --- | ------------------------------------------------------------------------------------- | -------------------------------------------------------------------------------- | ------------------------------------ | --------------------------- | ------------ |
| 1 | Zdmuchnięty przez wiatr/Niewidzialny zabójca (Invisible killer/Slammed to the Ground) | Katastrofa lotu Delta Air Lines 191                                              | Lockheed L-1011-385-1 TriStar        | 2 sierpnia 1985             | 137          |
| Piloci samolotu linii Delta Air Lines przygotowują się do lądowania na lotnisku w Dallas. Nagle rutynowe lądowanie zmienia się w walkę o życie. Lockheed L-1011 spada w tajemniczych okolicznościach w kierunku zatłoczonej autostrady. Niewyjaśniona siła doprowadza do katastrofy samolotu. Ginie 135 osób (w tym 1 osoba na ziemi). |                                                                                       |                                                                                  |                                      |                             |              |
| 2 | Zabójcze szybowanie/Szybowiec z Gimli (Miracle Flight/Gimli Glider/Deadly glide)      | Szybowiec z Gimli                                                                | Boeing 767-233                       | 23 lipca 1983               | 0            |
| Na wysokości 7.900 m piloci nowego Boeinga 767 linii Air Canada otrzymują ostrzeżenie o krytycznym stanie paliwa. Chwilę później silniki samolotu gasną, a załodze nie udaje się uruchomić ich ponownie. 95-tonowy odrzutowiec zamienia się w gigantyczny szybowiec i zaczyna niebezpiecznie wytracać wysokość. Piloci podejmują desperacką próbę podejścia do lądowania na zamkniętym lotnisku w Gimli. |                                                                                       |                                                                                  |                                      |                             |              |
| 3 | Za zamkniętymi drzwiami (Behind Closed Doors)                                         | Awaryjne lądowanie lotu American Airlines 96Katastrofa lotu Turkish Airlines 981 | McDonnell Douglas DC-10              | 12 czerwca 19723 marca 1974 | 0346         |
| Odcinek poświęcony jest dwóm katastrofom o niemalże identycznym przebiegu. W pierwszej z nich eksplozja wyrywa dziurę w samolocie pasażerskim DC-10 linii American Airlines. Załoga desperacko walczy z nagłą dekompresją maszyny. Pilotom udaje się wylądować awaryjnie na lotnisku w Detroit. Nikt nie zginął. Niestety, w wyniku braku konsekwencji, dwa lata po wypadku American Airlines sytuacja powtarza się w tym samym typie samolotu, należącym do innych linii lotniczych, tym razem z tragicznym skutkiem.                                                                                         |                                                                                       |                                                                                  |                                      |                             |              |
| 4 | Tragiczny balast (Fanning the Flames/Cargo Conspiracy/Mystery Fire)                   | Katastrofa lotu South African Airways 295                                        | Boeing 747-244B Combi                | 28 listopada 1987           | 159          |
| Lecący do RPA Boeing 747 wypełnia się dymem. Samolot znajduje się nad Oceanem Indyjskim, od lądu dzielą go setki kilometrów. Pasażerowie wdychają toksyczne opary, trwa wyścig z czasem. Pożar w luku bagażowym uszkadza przewody elektryczne, w wyniku czego piloci tracą kontrolę nad maszyną. Lot South African Airways 295 wpada do oceanu, 200 km od wybrzeży Mauritiusu. |                                                                                       |                                                                                  |                                      |                             |              |
| 5 | Ciężar ponad siły (Dead Weight)                                                       | Katastrofa lotu Air Midwest 5481                                                 | Beechcraft 1900D                     | 8 stycznia 2003             | 21           |
| Mały samolot należący do linii Air Midwest startuje z lotniska w Charlotte. Kilka sekund po wzbiciu w powietrze nos maszyny niebezpiecznie podnosi się do góry, przez co samolot wpada w turbulencje. Maszyna uderza w pobliski hangar, należący do US Airways, i staje w płomieniach. Giną wszystkie osoby na pokładzie. |                                                                                       |                                                                                  |                                      |                             |              |
| 6 | Południowa burza (Southern Storm)                                                     | Katastrofa lotu Southern Airways 242                                             | McDonnell Douglas DC-9-31            | 4 kwietnia 1977             | 72           |
| DC-9 linii Southern Airways startuje z lotniska w Huntsville. W chwili wznoszenia się samolotu na wysokość 4.500 m, kontroler ostrzega pilotów przed silnymi burzami. Kilka minut później maszyna wpada w strefę gradu. Opady te są tak silne, że w samolocie zostaje powybijanych wiele okien. Burza powoduje również awarię prawego silnika, w wyniku czego maszyna zaczyna opadać. Niebawem gaśnie również lewy silnik. Bez napędu piloci podejmują desperacją próbę wylądowania na pobliskiej drodze. Gdy samolot dotyka ziemi, rozbija się i staje w płomieniach.                                         |                                                                                       |                                                                                  |                                      |                             |              |
| 7 | Wybuchowe dowody (Air India: Explosive Evidence)                                      | Katastrofa lotu Air India 182                                                    | Boeing 747-237B                      | 23 czerwca 1985             | 329          |
| Nad Atlantykiem w niewyjaśniony sposób zaginął Boeing 747 linii Air India. Kontrolerzy lotów bezskutecznie próbują wywołać załogę. Rozpoczyna się poszukiwanie maszyny na olbrzymiej powierzchni oceanu. Dwie godziny później jeden ze statków poszukiwawczych odnajduje wrak samolotu. Nikt nie przeżył tej katastrofy. |                                                                                       |                                                                                  |                                      |                             |              |
| 8 | Milczący samolot (Mixed Signals/The Plane That Wouldn’t Talk)                         | Katastrofa lotu Birgenair 301                                                    | Boeing 757-225                       | 6 lutego 1996               | 189          |
| W czasie startu kapitan samolotu dostrzega, że jego prędkościomierz nie działa, mimo to kontynuuje wznoszenie. Chwilę po oderwaniu się maszyny od płyty lotniska prędkościomierz odblokowuje się. Kilka minut później ten sam prędkościomierz wskazuje, że maszyna leci za szybko. Piloci zmniejszają ciąg silników i włączają autopilota, po czym maszyna natychmiast wpada w silne wibracje, a jej dziób wysoko unosi się w górę. Na wysokości 2.100 m samolot przechyla się na prawo i spada do Oceanu Atlantyckiego.                                                                                       |                                                                                       |                                                                                  |                                      |                             |              |
| 9 | Kto siedzi za sterem? (Fatal Distraction/Who’s at the Control?)                       | Katastrofa lotu Eastern Air Lines 401                                            | Lockheed L-1011 TriStar              | 29 grudnia 1972             | 101          |
| Samolot linii Eastern Air Lines podchodzi do lądowania na lotnisku w Miami. Piloci wypuszczają podwozie. Za sterami siedzi drugi pilot, a mechanik pokładowy sprawdza listę kontrolną. Kapitan dostrzega, że nie zaświeciła się kontrolka zablokowania przednich kół. Załoga nie jest pewna, czy przednia goleń jest zablokowana. Kontroler zauważył, że wysokość samolotu spadła do 270 metrów. Uznał to za błąd pomiaru radarowego i nakazał im skręcić w lewo. Samolot, kierując się na zachód, oddalił się od lotniska. Maszyna rozbiła się po zahaczeniu silnikiem nr 1 o powierzchnię bagien Everglades. |                                                                                       |                                                                                  |                                      |                             |              |
| 10 | Cisza w eterze (Phantom Strike/Radio Silence/Death Over the Amazon)                   | Katastrofa lotu Gol Transportes Aéreos 1907                                      | Boeing 737-800 SFPEmbraer Legacy 600 | 29 września 2006            | 154          |
| Luksusowy Embraer Legacy 600, lecący nad brazylijską dżunglą, uderza w niezidentyfikowany obiekt. Samolot traci część skrzydła. Uszkodzona maszyna ląduje bezpiecznie na lotnisku wojskowym w Cachimbo. Chwilę później okazuje się, że maszyna zderzyła się z Boeingiem 737 linii Gol Transportes Aéreos. Wrak samolotu zostaje znaleziony w dżungli w stanie Mato Grosso. Giną 154 osoby. |                                                                                       |                                                                                  |                                      |                             |              |

## Seria 6 (specjalna)
| Nr | Tytuł (Tytuł oryginalny)                         | Katastrofa | Model samolotu | Data katastrofy                                                                                          | Liczba ofiar    |
| --- | ------------------------------------------------ | --- | --- | --- | --------------- |
| 1 | Spadek ciśnienia (Ripped Apart)                  | Katastrofa lotu Aloha Airlines 243Awaria lotu British Airways 5390Katastrofa lotu United Airlines 811Katastrofa lotu Helios Airways 522 | Boeing 737-297BAC One-ElevenBoeing 747-122Boeing 737-31S                                                                    | 28 kwietnia 198810 czerwca 199024 lutego 198914 sierpnia 2005                                            | 109121          |
| Odcinek specjalny, przedstawiający katastrofy, w których główną rolę odegrała wybuchowa dekompresja i utrata ciśnienia. |                                                  | | | |                 |
| 2 | Pechowa naprawa (Fatal Flaw)                     | Katastrofa lotu Alaska Airlines 261Katastrofa lotu Japan Airlines 123Katastrofa lotu Atlantic Southeast Airlines 529Katastrofa lotu Swissair 111Katastrofa lotu United Airlines 585Katastrofa lotu USAir 427Incydent lotu Eastwind Airlines 517 | McDonnell Douglas MD-83Boeing 747-SR46Embraer 120 BrasiliaMcDonnell Douglas MD-11Boeing 737-291Boeing 737-3B7Boeing 737-200 | 31 stycznia 200012 sierpnia 198521 sierpnia 19952 września 19983 marca 19918 września 19949 czerwca 1996 | 885209229251320 |
| Odcinek specjalny, przedstawiający katastrofy, w których główną rolę odegrały pozornie drobne usterki i błędy. |                                                  | | | |                 |
| 3 | Kto steruje samolotem? (Who’s Flying the Plane?) | Katastrofa lotu Aeroperú 603Katastrofa lotu China Airlines 006Katastrofa lotu Aerofłot 593Katastrofa lotu Flash Airlines 604Awaryjne lądowanie lotu Air Transat 236                                                                             | Boeing 757-23ABoeing 747SP-09Airbus A310-304Boeing 737-3Q8Airbus A330-200                                                   | 2 października 199619 lutego 198523 marca 19943 stycznia 200424 sierpnia 2001                            | 700751480       |
| Odcinek specjalny, przedstawiający katastrofy, których głównym czynnikiem i przyczyną były problemy w komunikacji samolot-załoga oraz problemy z awioniką, a także niedowierzanie bądź nadmierne ufanie przyrządom pokładowym. |                                                  | | | |                 |

## Seria 7
| Nr | Tytuł (Tytuł oryginalny)                                           | Katastrofa                                      | Model samolotu                | Data katastrofy      | Liczba ofiar |
| --- | ------------------------------------------------------------------ | ----------------------------------------------- | ----------------------------- | -------------------- | ------------ |
| 1 | Błyskawiczna tragedia/Zmęczenie materiału (Scratching the Surface) | Katastrofa lotu China Airlines 611              | Boeing 747-209B               | 25 maja 2002         | 225          |
| Jumbo Jet linii China Airlines, lecący nad Cieśniną Tajwańską, rozpada się w powietrzu podczas wznoszenia się na wysokość przelotową. Z morza wydobyto 640 fragmentów maszyny. W czasie śledztwa ustalono, że przyczyną katastrofy i śmierci wszystkich 225 osób na pokładzie była sieć pęknięć zmęczeniowych w ogonie samolotu, pochodzących z niewłaściwie wykonanej naprawy sprzed 22 lat. |                                                                    |                                                 |                               |                      |              |
| 2 | Lockerbie („Lockerbie”)                                            | Katastrofa lotu Pan Am 103                      | Boeing 747-121                | 21 grudnia 1988      | 270          |
| Bomba podłożona w samolocie linii Pan Am eksploduje podczas lotu nad szkockim miasteczkiem Lockerbie. Komisja śledcza ustaliła, że winę za katastrofę ponosi przewoźnik, gdyż dopuścił się on zaniedbań, w związku z którymi na pokładzie samolotu znalazł się bagaż, nieprzypisany do żadnego pasażera. Bagaż ów został przeładowany z poprzedniego lotu, a zamachowca nie było na pokładzie w momencie eksplozji. |                                                                    |                                                 |                               |                      |              |
| 3 | Śmierć zamiast nagrody/Cichy zabójca (Silent Killer)               | Katastrofa lotu Partnair 394                    | Convair 580                   | 8 września 1989      | 55           |
| Starzejący się Convair 580, lecący z Oslo do Hamburga, nagle traci sterowność i wpada do Morza Północnego. Śledztwo ujawnia, iż przyczyną było zamontowanie trzech nieatestowanych śrub mocujących statecznik pionowy samolotu, co w wyniku zbiegu kilku innych okoliczności spowodowało oderwanie się usterzenia maszyny. Okazało się, że rynek podrabianych części jest większy, niż się spodziewano, a podróbki znaleziono nawet w Air Force One. |                                                                    |                                                 |                               |                      |              |
| 4 | Czołowe zderzenie (Crash Course)                                   | Katastrofa lotnicza nad Charkhi Dadri           | Boeing 747-168BIljuszyn Ił-76 | 12 listopada 1996    | 349          |
| W wyniku nieporozumienia i błędnego zinterpretowania poleceń kontrolera ruchu lotniczego przez jedną z załóg niedaleko lotniska Indira Gandhi w Nowym Delhi dochodzi do zderzenia się w powietrzu dwóch dużych pasażerskich odrzutowców. Ginie 349 osób. Była to katastrofa lotnicza z największą liczbą ofiar śmiertelnych spośród wszystkich kolizji w powietrzu. |                                                                    |                                                 |                               |                      |              |
| 5 | Operacja Babylift (Operation Babylift)                             | Katastrofa samolotu C-5 Galaxy w Pan Son N'hurt | Lockheed C-5A Galaxy          | 4 kwietnia 1975      | 138          |
| Jeden z największych samolotów tamtych czasów – wojskowy transportowiec Lockheed C-5 Galaxy transportuje prawie 300 wietnamskich sierot z Sajgonu na Filipiny. 12 minut po starcie, około 7.000 m nad ziemią, urywają się wielkie drzwi ładowni, znajdujące się z tyłu maszyny. Wybuchowa dekompresja spowodowała również uszkodzenie przewodów instalacji hydraulicznej samolotu. Niesterowna maszyna rozbiła się podczas próby awaryjnego lądowania na polu. Zginęła połowa osób znajdujących się na pokładzie (głównie pasażerowie z ładowni). Śledztwo ujawniło, że przyczyną katastrofy były błędy w projekcie zamków w drzwiach ładowni. |                                                                    |                                                 |                               |                      |              |
| 6 | Awaryjne wodowanie (Ditch the Plane)                               | Katastrofa lotu Tuninter 1153                   | ATR 72-202                    | 6 sierpnia 2005      | 16           |
| W wyniku zamontowania niewłaściwego paliwomierza oraz szeregu innych błędów, popełnionych zarówno przed, jak i w trakcie lotu, w ATR 72 linii Tuninter, lecącym nad Morzem Śródziemnym, zabrakło paliwa. Piloci postanowili wodować. Śledztwo ujawniło, iż mieli szanse dolecieć do najbliższego dla nich lotniska w Palermo. |                                                                    |                                                 |                               |                      |              |
| 7 | Samolot, który zniknął (The Plane That Vanished)                   | Katastrofa lotu Adam Air 574                    | Boeing 737-400                | 1 stycznia 2007      | 102          |
| Boeing 737 tanich indonezyjskich linii Adam Air, lecący z Surabaja na Jawie do Manado na Celebes, niemal tuż po starcie zaczyna zbaczać z kursu. Mniej więcej w połowie drogi piloci gubią się w gwałtownej burzy. Szereg błędów, popełnionych przez niewłaściwie wyszkoloną załogę prowadzi do rozbicia samolotu w wodach Cieśniniy Makasarskiej i śmierci 102 osób. |                                                                    |                                                 |                               |                      |              |
| 8 | Usterka techniczna (Frozen In Flight)                              | Katastrofa lotu American Eagle 4184             | ATR 72-212                    | 31 października 1994 | 68           |
| Złe warunki atmosferyczne oraz fabryczna wada instalacji przeciwoblodzeniowej stają się przyczyną rozbicia francuskiego ATR 72 i śmierci wszystkich 68 osób na pokładzie. Po tej katastrofie FAA wydaje dyrektywę zakazującą wszystkim maszynom tego typu lotów w warunkach oblodzenia. Śledztwo ujawnia, że – o dziwo – o niebezpiecznej właściwości tych maszyn do utraty sterowności wiedziano już wcześniej. |                                                                    |                                                 |                               |                      |              |

## Seria 8 (specjalna)
| Nr | Tytuł (Tytuł oryginalny)            | Katastrofa | Model samolotu | Data katastrofy                                                             | Liczba ofiar |
| --- | ----------------------------------- | --- | --- | --------------------------------------------------------------------------- | ------------ |
| 4 | Brak komunikacji (System Breakdown) | Katastrofa lotnicza nad Wielkim KanionemKatastrofa lotu Aeroméxico 498Katastrofa lotu Avianca 52Katastrofa lotu Gol Transportes Aéreos 1907Katastrofa lotnicza nad Überlingen | Douglas DC-7 / L-1049 Super ConstellationMcDonnell Douglas DC-9 / Piper CherokeeBoeing 707-321BBoeing 737-800 SFP / Embraer Legacy 600Tupolev Tu-154M / Boeing 757-23 APF | 30 czerwca 195631 sierpnia 198625 stycznia 199029 września 20061 lipca 2002 | 128827315471 |
| Odcinek specjalny, poświęcony katastrofom spowodowanym przez przeciążony i niedoskonały system kontroli ruchu lotniczego. Przedstawiony został w nim również nowy system nawigacji GPS dla pilotów (z ang. Next Gen), który może zrewolucjonizować przemysł lotniczy. Na razie wynalazek ten pozostaje w fazie testów, prowadzonych przez FAA.                              |                                     | | |                                                                             |              |
| 5 | Śmiercionośna burza (Cruel Skies)   | Katastrofa lotu Southern Airways 242Katastrofa lotu Delta Air Lines 191Katastrofa lotu American Airlines 1420Incydent w czasie lotu British Airways 9                         | McDonnell Douglas DC-9-31Lockheed L-1011-385-1 TriStarMcDonnell Douglas MD-82Boeing 747-236B                                                                              | 4 kwietnia 19772 sierpnia 19851 czerwca 199924 czerwca 1982                 | 72137110     |
| Odcinek specjalny, ukazujący niebezpieczeństwa, jakie dla samolotów znajdujących się w powietrzu mogą nieść niekorzystne warunki atmosferyczne (burze, śnieżyce, a także chmury pyłu wulkanicznego). Opowiada również o niezwykle ważnej dla lotnictwa pracy NOAA (ang. Federalne Centrum Meteorologii Lotniczej/Amerykańska Narodowa Służba Oceaniczna i Meteorologiczna). |                                     | | |                                                                             |              |

## Seria 9
| Nr | Tytuł (Tytuł oryginalny)                        | Katastrofa                                | Model samolotu                                | Data katastrofy  | Liczba ofiar |
| --- | ----------------------------------------------- | ----------------------------------------- | --------------------------------------------- | ---------------- | ------------ |
| 1 | Panika na pasie startowym (Panic on the Runway) | Katastrofa lotu British Airtours 28M      | Boeing 737-236                                | 22 sierpnia 1985 | 55           |
| Na lotnisku w Manchesterze, w rozpędzającym się na pasie startowym Boeingu 737 słychać głośny huk. Kapitan przypuszcza pęknięcie jednej z opon samolotu i postanawia przerwać procedurę startu. Przyczyną głośnego dźwięku okazuje się jednak pęknięcie jednej z komór spalania w lewym silniku. Fragment uszkodzonej części wylatuje z silnika, przebijając zbiornik paliwa w lewym skrzydle, co prowadzi do pożaru samolotu. W wyniku zaistniałej paniki oraz usterki jednych z drzwi samolotu ze 137 osób na pokładzie 55 nie udaje się ewakuować. |                                                 |                                           |                                               |                  |              |
| 2 | Zamieszanie w kabinie pilotów (Cockpit Chaos)   | Katastrofa lotu Northwest Airlines 255    | McDonnell Douglas MD-82                       | 16 sierpnia 1987 | 156          |
| Samolot linii Northwest Airlines runął na ziemię tuż po stracie z lotniska w Detroit. W katastrofie zginęło 156 osób, z czego 2 znajdowały się na ziemi. Przeżyła jedynie czteroletnia dziewczynka. Dowiedziono, że przyczyną było nieskonfigurowanie przez pilotów klap oraz slotów w maszynie. |                                                 |                                           |                                               |                  |              |
| 3 | Pilot kontra samolot (Pilot vs. Plane)          | Katastrofa lotu Air France 296            | Airbus A320-111                               | 26 czerwca 1988  | 3            |
| Podczas lotu pokazowego na lotnisku Mulhouse–Habsheim pilotom Airbusa A320 nie udało się zwiększyć wysokości tuż po przelocie nad pasem startowym. Samolot rozbił się o drzewa w okolicznym lesie, zabijając 3 osoby. Przyczyny katastrofy są sporne do dziś. |                                                 |                                           |                                               |                  |              |
| 4 | Tragedia na lotnisku (Cleared for Disaster)     | Katastrofa lotu USAir 1493                | Boeing 737-300Fairchild Swearingen Metroliner | 1 lutego 1991    | 34           |
| Na lotnisku w Los Angeles samolot linii USAir zderzył się z maszyną SkyWest na pasie startowym. Zginęły 34 osoby. Przyczyną wypadku był błąd kontrolera w przyporządkowaniu lotu USAir do pasa, na którym SkyWest czekał na pozwolenie na start. |                                                 |                                           |                                               |                  |              |
| 5 | Cel zniszczony (Target Is Destroyed)            | Katastrofa lotu Korean Air 007            | Boeing 747-200A                               | 1 września 1983  | 269          |
| W wyniku błędu pilota Jumbo Jet linii Korean Air, lecący z Anchorage do Seulu, zbacza z kursu i wlatuje nad sowiecką przestrzeń powietrzną, gdzie zostaje błędnie zidentyfikowany jako amerykański samolot szpiegowski i zestrzelony przez sowiecki myśliwiec. |                                                 |                                           |                                               |                  |              |
| 6 | Lód i śnieg (Cold Case)                         | Katastrofa lotu Air Ontario 1363          | Fokker F28-1000                               | 10 marca 1989    | 24           |
| Samolot linii Air Ontario rozbija się tuż po starcie, zabijając 24 oraz raniąc 45 osób. Trzy lata później lot USAir 405 uderza w ziemię w podobnych okolicznościach. Przyczyną obu katastrof była warstwa lodu i śniegu zalegająca na skrzydłach maszyn. |                                                 |                                           |                                               |                  |              |
| 7 | Skazany na klęskę (Doomed to Fail)              | Katastrofa lotu Air Inter 148             | Airbus A320-111                               | 20 stycznia 1992 | 87           |
| Nowoczesny Airbus A320 linii Air Inter rozbija się o zbocze Góry Świętej Otylii, położonej niedaleko Strasburga. Służby ratunkowe przez kilka godzin nie wiedziały gdzie znajduje się wrak samolotu. Przeprowadzone śledztwo ujawniło, że przyczyną katastrofy był fatalny zbieg okoliczności, słabe doświadczenie załogi w lataniu na tego typu maszynach, a także mylące zaprojektowanie jednego ze wskaźników w kokpicie. |                                                 |                                           |                                               |                  |              |
| 8 | Tajemnica z Miami (Miami Mystery)               | Katastrofa lotu Chalk's Ocean Airways 101 | Grumman G-73 Mallard                          | 19 grudnia 2005  | 20           |
| 60 sekund po starcie z Miami od hydroplanu Grumman Mallard linii Chalk's Ocean Airways urywa się prawe skrzydło. Maszyna wpada do Atlantyku. Śledztwo ujawnia, że przyczyną katastrofy były fatalnie przeprowadzane naprawy maszyny oraz luka w przepisach FAA, dotyczących tego typu samolotów. Kilka miesięcy po opublikowaniu oficjalnego raportu na temat katastrofy linia lotnicza została zlikwidowana. |                                                 |                                           |                                               |                  |              |

## Seria 10
| Nr | Tytuł (Tytuł oryginalny)                        | Katastrofa                                | Model samolotu          | Data katastrofy   | Liczba ofiar |
| --- | ----------------------------------------------- | ----------------------------------------- | ----------------------- | ----------------- | ------------ |
| 1 | Błąd w kokpicie (Cockpit Failure)               | Katastrofa lotu Crossair 3597             | BAe 146                 | 24 listopada 2001 | 24           |
| Samolot linii Crossair zbliżał się do lotniska w Zurichu, gdzie panowała zła widoczność. Maszyna w ostatniej chwili zahaczyła o czubki drzew i runęła na ziemię. |                                                 |                                           |                         |                   |              |
| 2 | Zagadka na Heathrow (The Heathrow Enigma)       | Katastrofa lotu British Airways 38        | Boeing 777-200ER        | 17 stycznia 2008  | 0            |
| Gdy w Boeingu 777 przestały działać silniki, samolot zaczął bezwładnie spadać na płytę londyńskiego lotniska. Szybka reakcja pilota uratowała pasażerów. Wszyscy zastanawiali się, jak mogło dojść do awarii. |                                                 |                                           |                         |                   |              |
| 3 | Zdradzony pilot (Pilot Betrayed)                | Katastrofa lotu Scandinavian Airlines 751 | McDonnell Douglas MD-81 | 27 grudnia 1991   | 0            |
| MD-81 szwedzkich linii Scandinavian Airlines startuje z lotniska Arlanda w Sztokholmie. Chwilę po oderwaniu się od pasa startowego w całym samolocie słychać głośne huki, dobiegające z silników samolotu. Około kilometra nad ziemią gasną obie jednostki napędowe maszyny. Załodze udaje się bezpiecznie wylądować na niewielkiej polanie, kilkanaście kilometrów od lotniska. Nikt nie zginął. Główną przyczyną wypadku okazało się niewłaściwe odlodzenie skrzydeł samolotu przed startem. Lód, który na nich pozostał, dostał się do silników, poważnie je uszkadzając. |                                                 |                                           |                         |                   |              |
| 4 | Potworne zmęczenie (Dead Tired)                 | Katastrofa lotu Continental Airlines 3407 | Bombardier Q400         | 12 lutego 2009    | 50           |
| Przy podchodzeniu do lądowania na lotnisku w Buffalo załoga popełniła szereg fatalnych błędów, które w konsekwencji doprowadziły do przeciągnięcia samolotu, a następnie jego rozbicia o jeden z domów we wsi Clarence Center, położonej niedaleko lotniska. W trakcie śledztwa ustalono, że przyczyną krytycznych pomyłek było zmęczenie załogi. |                                                 |                                           |                         |                   |              |
| 5 | Lądowanie na rzece Hudson (Hudson River Runway) | Awaryjne wodowanie lotu US Airways 1549   | Airbus A320-214         | 15 stycznia 2009  | 0            |
| Airbus A320 linii US Airways, pilotowany przez Chesleya Sellenbergera, półtorej minuty po starcie z nowojorskiego lotniska LaGuardia, samolot doświadcza zderzenia z kluczem bernikli kanadyjskich. W wyniku utraty ciągu w obu silnikach, kapitan decyduje się na awaryjne wodowanie na rzece Hudson. Ta decyzja ratuje życie wszystkim osobom na pokładzie. Po tym wypadku załoga samolotu zostaje uznana za bohaterów. |                                                 |                                           |                         |                   |              |
| 6 | Kto kontroluje lot? (Who’s in Control?)         | Katastrofa lotu Turkish Airlines 1951     | Boeing 737-800          | 25 lutego 2009    | 9            |
| Nowoczesna wersja Boeinga 737 rozbija się niedaleko pasa startowego, przy podchodzeniu do lądowania. Śledztwo ujawnia, jak – bardzo powszechna w tym modelu samolotu – usterka radiowysokościomierza, w połączeniu z dezorientacją załogi i fatalnym zbiegiem okoliczności, doprowadza do katastrofy i śmierci 9 osób. |                                                 |                                           |                         |                   |              |

## Seria 11
| Nr | Tytuł (Tytuł oryginalny)                                       | Katastrofa                                      | Model samolotu                         | Data katastrofy     | Liczba ofiar |
| --- | -------------------------------------------------------------- | ----------------------------------------------- | -------------------------------------- | ------------------- | ------------ |
| 1 | Pechowy pas startowy (Disaster Runway)                         | Katastrofa lotu TAM Linhas Aéreas 3054          | Airbus A320-233                        | 17 lipca 2007       | 199          |
| Samolot linii TAM Linhas Aéreas z tylko jednym sprawnym odwracaczem ciągu lądował na lotnisku São Paulo-Congonhas podczas obfitych opadów deszczu. W wyniku błędu pilota oraz nieprzeprowadzonej do końca (a wykonywanej kilka tygodni wcześniej) renowacji pasa startowego 35L, maszyna skręciła w lewo podczas dobiegu i uderzyła w pobliskie biuro i stację benzynową. Zginęło łącznie 199 osób (w tym wszyscy pasażerowie samolotu). |                                                                |                                                 |                                        |                     |              |
| 2 | Samolot, który leciał za wysoko (The Plane That Flew Too High) | Katastrofa lotu West Caribbean Airways 708      | McDonnell Douglas MD-82                | 16 sierpnia 2005    | 160          |
| W wyniku przeciągnięcia samolot linii West Caribbean Airways spadł z wysokości ponad 10 000 m. Śledztwo ujawnia, iż najbardziej prawdopodobną przyczyną katastrofy było błędne obliczenie przez kapitana maksymalnego pułapu dla przeciążonej maszyny, którą leciało zbyt wielu pasażerów, a także nieuwzględnienie w obliczeniach utraty ciągu wskutek działania systemu przeciwoblodzeniowego. |                                                                |                                                 |                                        |                     |              |
| 3 | Sprzeczne opinie (Split Decision)                              | Katastrofa lotu Arrow Air 1285                  | Douglas DC-8-63CF                      | 12 grudnia 1985     | 256          |
| Samolot linii Arrow Air, wyczarterowany przez amerykańskie wojsko, wracał z Egiptu do Fort Campbell w Stanach Zjednoczonych. Na pokładzie znajdowało się 8 członków załogi i 248 żołnierzy 101 Dywizji Powietrznodesantowej USA. W nie do końca wyjaśnionych okolicznościach, kilka sekund po starcie z Gander, gdzie samolot wylądował, aby zatankować, maszyna spadła, zawadzając o czubki drzew. Nikt nie przeżył. Śledztwo doprowadziło do rozłamu w Kanadyjskiej Radzie Bezpieczeństwa Transportu (CTSB) oraz do powstania dwóch odmiennych raportów. Jeden za przyczynę katastrofy podawał oblodzenie skrzydeł i zbyt dużą masę startową maszyny, które doprowadziły do przeciągnięcia, drugi zaś mówił o eksplozji w powietrzu. |                                                                |                                                 |                                        |                     |              |
| 4 | Eksplozja nad Teksasem (Breakup Over Texas)                    | Katastrofa lotu Continental Express 2574        | Embraer 120 Brasilia                   | 11 września 1991    | 14           |
| W wyniku nieprzestrzegania procedur podczas wykonywanej nocą naprawy, następnego dnia podczas lotu od statecznika poziomego samolotu linii Continental Airlines została oderwana cała krawędź natarcia. Maszyna straciła sterowność, po czym wpadła w lot nurkowy i zaczęła się rozpadać z powodu ogromnych przeciążeń. Samolot uderzył w ziemię z dużą prędkością około 110 kilometrów od Houston w Teksasie. Zginęli wszyscy pasażerowie. Śledztwo obarczyło przewoźnika za stworzenie warunków do nieprzestrzegania procedur naprawczych. |                                                                |                                                 |                                        |                     |              |
| 5 | Katastrofa w Monachium (Munich Air Disaster)                   | Katastrofa lotu British European Airways 609    | Airspeed Ambassador                    | 6 lutego 1958       | 21           |
| Samolot linii British European Airways, przewożący drużynę piłkarską Manchester United F.C., rozbija się o dom około 300 metrów za pasem startowym lotniska w Monachium. Przyczyną katastrofy tego lotu było błoto pośniegowe, które spowolniło samolot, uniemożliwiając mu osiągnięcie prędkości rotacji. |                                                                |                                                 |                                        |                     |              |
| 6 | Punkt zwrotny (Turning Point)                                  | Incydent w czasie lotu Northwest Airlines 85    | Boeing 747-400                         | 9 października 2002 | 0            |
| Boeing 747 linii Northwest Airlines przelatuje na wysokości 35.000 stóp (około 10 675 m) nad Morzem Beringa, gdy nagle dolna część statecznika pionowego wychyla się na lewo. Piloci starają się ustabilizować lot i wykonują awaryjne lądowanie na lotnisku w Anchorage na Alasce. Podczas tego incydentu nikt nie zginął ani nie został ranny. Jego przyczyną była najprawdopodobniej awaria systemu hydraulicznego steru o charakterze zmęczeniowym, jednak nigdy tego nie potwierdzono. |                                                                |                                                 |                                        |                     |              |
| 7 | Złe podejście (Bad Attitude)                                   | Katastrofa lotu Korean Air Cargo 8509           | Boeing 747-2B5F                        | 22 grudnia 1999     | 4            |
| Samolot cargo, obsługiwany przez Korean Air Cargo, lecący z lotniska Londyn-Stansted do Mediolanu, rozbija się 55 sekund po oderwaniu się od pasa startowego. Giną wszyscy spośród 4 członków załogi. Przyczyną tej katastrofy był wadliwie działający sztuczny horyzont kapitana i brak komunikacji między członkami załogi. |                                                                |                                                 |                                        |                     |              |
| 8 | W martwym punkcie (Hiding in Plane Sight)                      | Katastrofa lotu Pacific Southwest Airlines 182  | Boeing 727-214Cessna 172               | 25 września 1978    | 144          |
| Lot Pacific Southwest Airlines zderza się z prywatną Cessną 172 podczas podejścia do lotniska w San Diego, po czym spada na dzielnicę mieszkalną w tego miasta. Była to największa pod względem liczby ofiar śmiertelnych katastrofa w historii Stanów Zjednoczonych w tym czasie. Zginęło wszystkie 137 osób w obu samolotach oraz 7 na ziemi. |                                                                |                                                 |                                        |                     |              |
| 9 | Morze ognia na pustyni (Desert Inferno)                        | Katastrofa lotu Nigeria Airways 2120            | Douglas DC-8-61                        | 11 lipca 1991       | 261          |
| Chwilę po starcie z lotniska w Dżudda lot Nigeria Airways ogarnia pożar. Piloci usiłują zawrócić samolot na lotnisko, jednak Douglas DC-8 łamie się i spada na ziemię około 1 km od progu pasa startowego. Zginęli wszyscy na pokładzie – 247 nigeryjskich pielgrzymów oraz 14 członków załogi. |                                                                |                                                 |                                        |                     |              |
| 10 | Ja i mój problem („I’m the Problem”)                           | Katastrofa lotu Pacific Southwest Airlines 1771 | BAe 146-200                            | 7 grudnia 1987      | 43           |
| Wściekły pracownik US Airways – David Burke – wchodzi na pokład lotu PSA 1771 na trasie do San Francisco. Tuż po starcie obezwładnia pilotów. Chwilę potem samolot pikuje z wysokości 6700 metrów ku ziemi i po 25 sekundach rozbija się na polu w okolicach Paso Robles. Zginęło wtedy 43 osób. Dochodzenie FBI dowiodło, że Burke doprowadził do katastrofy maszyny, gdyż leciał nią jego były przełożony, Ray Thomson, który zwolnił go z pracy kilka dni wcześniej. W czasie, gdy doszło do katastrofy, PSA był w trakcie łączenia się z US Airways. |                                                                |                                                 |                                        |                     |              |
| 11 | Brak miejsca na lądowanie (Nowhere to Land)                    | Incydent w czasie lotu TACA Airlines 110        | Boeing 737-3T0                         | 24 maja 1988        | 0            |
| Nowy Boeing 737 linii TACA Airlines, przelatując przez burzę, traci moc w obu silnikach. Kapitan Carlos Dardano – ku zaskoczeniu wszystkich – postanowił wylądować na wąskiej grobli. Był to pierwszy lot Boeinga 737, który wylądował z niedziałającymi silnikami poza lotniskiem. |                                                                |                                                 |                                        |                     |              |
| 12 | Niewidoczny samolot (The Invisible Plane)                      | Katastrofa lotnicza w Mediolanie                | McDonnell Douglas MD-87Cessna Citation | 8 października 2001 | 118          |
| W gęstej mgle lot Scandinavian Airlines, przewożący 110 osób, zahacza o lecącą do Paryża Cessnę podczas startu. MD-87 doznał poważnych uszkodzeń i uderzył w hangar krótko po tym. Zginęło 114 osób w obu samolotach i 4 na ziemi, a kolejne 4 zostały ciężko ranne. |                                                                |                                                 |                                        |                     |              |
| 13 | Kula ognia nad Sioux City (Impossible Landing)                 | Katastrofa lotu United Airlines 232             | McDonnell Douglas DC-10-10             | 19 lipca 1989       | 112          |
| W locie United Airlines 232 wybucha drugi silnik na ogonie, powodując poważne uszkodzenia istotnych elementów systemu hydraulicznego. Piloci tracą panowanie nad samolotem. Zmieniając tylko ciąg silników, udało im się wylądować na lotnisku w Sioux City. Jednak tuż po tym maszyna eksplodowała kulą ognia. Spośród 296 osób na pokładzie 112 zginęło. |                                                                |                                                 |                                        |                     |              |

## Seria 12
| Nr | Tytuł (Tytuł oryginalny)                             | Katastrofa                                          | Model samolotu                                   | Data katastrofy      | Liczba ofiar |
| --- | ---------------------------------------------------- | --------------------------------------------------- | ------------------------------------------------ | -------------------- | ------------ |
| 1 | Samolot bez śmigła (Fight for Control)               | Incydent w czasie lotu Reeve Aleutian Airways 08    | Lockheed L-188 Electra                           | 8 czerwca 1983       | 0            |
| Podczas lotu Reeve Aleutian Airways śmigło odrywa się od samolotu nad Cold Bay na Alasce, powodując wybuchową dekompresję i utratę panowania nad maszyną. Piloci bezpiecznie lądują na lotnisku w Anchorage. Ponieważ śmigło zniknęło w otchłaniach morza, ustalenie przyczyn jego oderwania się jest niemożliwe. |                                                      |                                                     |                                                  |                      |              |
| 2 | Pożar na mokradłach (Fire in the Hold)               | Katastrofa lotu ValuJet 592                         | McDonnell Douglas DC-9-32                        | 11 maja 1996         | 110          |
| Lot ValuJet rozbija się 10 minut po starcie z powodu pożaru. Spowodowany był on przez generatory tlenu przewożone w ładowni samolotu. Załoga i pasażerowie stracili przytomność, przez co doszło do tragedii. Na skutek katastrofy zginęło 110 osób. |                                                      |                                                     |                                                  |                      |              |
| 3 | Feralny pas startowy (Caution to the Wind)           | Katastrofa lotu Singapore Airlines 006              | Boeing 747-412                                   | 31 października 2000 | 83           |
| Na lotnisku Taoyuan w Tajpej na Tajwanie podczas tajfunu Xangsane startujący samolot Singapore Airlines zawadza o urządzenia budowlane, znajdujące się na remontowanym pasie. Piloci skręcili na złą drogę startową. Spośród 179 osób 83 zginęły. Winą za katastrofę obarczono załogę (błąd ludzki), przez co piloci wkrótce potem zostali zwolnieni. |                                                      |                                                     |                                                  |                      |              |
| 4 | Do granic wytrzymałości (Pushed to the Limit)        | Katastrofa lotu SilkAir 185                         | Boeing 737-36N                                   | 19 grudnia 1997      | 104          |
| Lot SilkAir 185 rozbił się na trasie do Singapuru, tuż po pikowaniu z 35 000 stóp (około 10 675 m). W katastrofie zginęło 97 pasażerów i 7 członków załogi. Jej przyczyny są sporne: NTSB uważa, że spowodował ją kapitan w akcie samobójstwa, natomiast indonezyjscy śledczy ich nie określili. |                                                      |                                                     |                                                  |                      |              |
| 5 | Lądowanie na ślepo (Blind Landing)                   | Katastrofa lotu TANS Perú 204                       | Boeing 737-244                                   | 23 sierpnia 2005     | 40           |
| Samolot linii TANS Perú usiłuje wylądować na lotnisku Pucallpa podczas silnej burzy, ale rozbija się na bagnach około 6,5 km od niego. Winą za katastrofę obarcza się pilotów; nie postępowali oni zgodnie z zasadami lotu z widocznością, przestrzeganie których mogłoby zapobiec tragedii, gdy maszyna była przyciskana do ziemi przez wiatr. |                                                      |                                                     |                                                  |                      |              |
| 6 | Tragedia w Wielkim Kanionie (Grand Canyon Collision) | Katastrofa lotnicza nad Wielkim Kanionem w Arizonie | Douglas DC-7 Lockheed L-1049 Super Constellation | 30 czerwca 1956      | 128          |
| Lot United Airlines 718 i Trans World Airlines 2 zderzyły się nad Wielkim Kanionem w Arizonie. Wszyscy na pokładach obu maszyn (128 osób) zginęli. Podówczas była to katastrofa lotnicza z największą liczbą ofiar śmiertelnych w historii i wymusiła zmiany w kontroli operacji lotniczych nad Stanami Zjednoczonymi. - Ta katastrofa była emitowana wcześniej w sezonie 8 odcinku 1 pt. „Brak komunikacji”.                                                                                |                                                      |                                                     |                                                  |                      |              |
| 7 | Największa tragedia Ameryki (Falling to Pieces)      | Katastrofa lotu American Airlines 191               | McDonnell Douglas DC-10-10                       | 25 maja 1979         | 273          |
| Podczas startu z lotniska Chicago-O’Hare lot American Airlines 191, obsługiwany przez McDonnell Douglas DC-10-10, traci swój pierwszy silnik i rozbija się na polach chwilę później. Zginęło 271 osób w maszynie i 2 na ziemi, czyniąc tę katastrofę tragedią z największą liczbą ofiar śmiertelnych (z udziałem jednego samolotu) w historii Stanów Zjednoczonych. Przyczyną oderwania silnika był jego uszkodzony pylon, co spowodowane było nieprzestrzeganiem procedur przez mechaników. |                                                      |                                                     |                                                  |                      |              |
| 8 | Feralne podwozie (Focused on Failure)                | Katastrofa lotu United Airlines 173                 | McDonnell-Douglas DC-8-61                        | 28 grudnia 1978      | 10           |
| W locie United Airlines 173, podczas gdy załoga koncentruje swą uwagę na rozwiązaniu problemu z podwoziem, kończy się paliwo. Douglas DC-8 krąży w okolicy Portland i ostatecznie spada, zabijając 10 i poważnie raniąc 24 ze 189 osób na pokładzie. NTSB ujawniło, że załoga zbyt mocno skupiła się na przepalonej kontrolce wysunięcia podwozia, zapominając o monitorowaniu poziomu paliwa.                                                                                               |                                                      |                                                     |                                                  |                      |              |
| 9 | Śmierć hokeistów (Lokomotiv Hockey Team Disaster)    | Katastrofa lotu Jak Sierwis 9633                    | Jak-42D                                          | 7 września 2011      | 44           |
| Samolot Jak-42, przewożący profesjonalną drużynę hokejową Łokomotiw Jarosław, rozbija się podczas startu niedaleko Jarosławia w Rosji. Z 45 pasażerów katastrofę przeżyło tylko dwóch. Jednak 5 dni po niej jeden z nich – Aleksandr Galimow – także umiera z powodu znacznych obrażeń. Przyczyną tragedii obarczono pilotów, gdyż – jak ujawnił MAK – jeden z nich bezwiednie przytrzymywał pedał hamulca.                                                                                  |                                                      |                                                     |                                                  |                      |              |
| 10 | Śmierć prezydenta (Death of the President)           | Katastrofa polskiego Tu-154 w Smoleńsku             | Tupolew Tu-154M                                  | 10 kwietnia 2010     | 96           |
| W ciężkiej mgle i małej widoczności Tu-154M, przewożący prezydenta Polski Lecha Kaczyńskiego wraz z jego żoną Marią Kaczyńską i innymi ważnymi urzędnikami, usiłował lądować na lotnisku Smoleńsk-Siewiernyj, jednak rozbił się w lesie przy końcowym podejściu do pasa startowego. Zginęło 96 osób na pokładzie. |                                                      |                                                     |                                                  |                      |              |
| 11 | Tragiczny kurs (Heading to Disaster)                 | Katastrofa lotu Ethiopian Airlines 409              | Boeing 737-8AS                                   | 25 stycznia 2010     | 90           |
| Lot Ethiopian Airlines 409, obsługiwany przez rejsowy samolot pasażerski Boeing 737-NG, w drodze do Addis Abeby spada podczas burzy do Morza Śródziemnego, zabijając 90 osób na pokładzie. Do tragedii doszło tuż po starcie z lotniska w Bejrucie; śledczy jednak szybko wykluczyli akt terroru jako przyczynę katastrofy, ponieważ wywoływała masowe kontrowersje. |                                                      |                                                     |                                                  |                      |              |
| 12 | 28 sekund (28 Seconds to Survive)                    | Katastrofa lotu Santa Barbara Airlines 518          | ATR 42-300                                       | 21 lutego 2008       | 46           |
| Lot Santa Bárbara Airlines 518 na trasie z Méridy do Caracas w Wenezueli zbacza z kursu i rozbija się na zboczu góry tuż po starcie. Zginęło 46 osób na pokładzie. Śledczy ustalili, że samolot – z powodu błędu pilotów, którzy nie dochowali procedur listy przedstartowej – wzbił się w powietrze z niepracującym systemem nawigacji. Aby uniknąć tej katastrofy, wystarczyło poświęcić na start 28 sekund więcej.                                                                        |                                                      |                                                     |                                                  |                      |              |
| 13 | Zaginiony samolot (Lost at Sea)                      | Katastrofa lotu Air France 447                      | Airbus A330-203                                  | 1 czerwca 2009       | 228          |
| Lot Air France 447 na trasie z Rio de Janeiro do Paryża spada i rozbija się w Oceanie Atlantyckim podczas przelotu przez burzę, zabijając 216 pasażerów i 12 członków załogi na pokładzie. Przyczyną katastrofy były błędne odczyty prędkości, spowodowane zablokowaniem rurek Pitota przez lód oraz niepodejmowanie przez pilotów czynności mających na celu uratowanie samolotu aż do chwili, gdy było już na to za późno.                                                                 |                                                      |                                                     |                                                  |                      |              |

## Seria 13
| Nr | Tytuł (Tytuł oryginalny)                                         | Katastrofa                                   | Model samolotu                                             | Data katastrofy   | Liczba ofiar |
| --- | ---------------------------------------------------------------- | -------------------------------------------- | ---------------------------------------------------------- | ----------------- | ------------ |
| 1 | Lot śmierci (Britain’s Worst Air Crash)                          | Katastrofa lotu British European Airways 548 | Hawker Siddeley Trident                                    | 18 czerwca 1972   | 118          |
| Lot British European Airways rozbija się w pobliżu Staines, krótko po starcie z lotniska Heathrow w Londynie. Giną wszystkie ze 118 osób na pokładzie. Winą za katastrofę obarczono pilota, który zignorował ostrzeżenia przed przeciągnięciem. |                                                                  |                                              |                                                            |                   |              |
| 2 | Pułapka prędkości (Speed Trap)                                   | Katastrofa lotu Hughes Airwest 706           | McDonnell Douglas DC-9-31 McDonnell Douglas F-4 Phantom II | 6 czerwca 1971    | 50           |
| Lot linii Hughes Airwest zderza się nad górami San Gabriel z samolotem amerykańskich Marines. W obu maszynach zginęło łącznie 50 osób. Jedynym ocalałym był oficer nasłuchujący radar w F-4 Phantom, który zdążył się w porę katapultować. |                                                                  |                                              |                                                            |                   |              |
| 3 | Między słowami (Lost In Translation)                             | Katastrofa lotu Crossair 498                 | Saab 340B                                                  | 10 stycznia 2000  | 10           |
| Lot Crossair 498 rozbija się 2 minuty po starcie z Zurychu. Kierując się do Drezna, piloci stracili orientację przestrzenną. Zginęło 10 osób. |                                                                  |                                              |                                                            |                   |              |
| 4 | Tragedia na rzece Potomak (Disaster on the Potomac)              | Katastrofa lotu Air Florida 90               | Boeing 737-200                                             | 13 stycznia 1982  | 78           |
| Na lotnisku w Waszyngtonie panują ciężkie warunki atmosferyczne. Potężna śnieżyca i lód są przyczyną chwilowego zamknięcia lotniska. Air Florida oczekuje na jego ponowne otwarcie i możliwość startu. Na pokładzie znajduje się 76 pasażerów i załoga. Po ponad godzinie otrzymują pozwolenie na start. Minutę po starcie Boeing 737 uderza w most i wpada do lodowatej rzeki Potomak. Tylko 5 osób ocalało. Przyczyną było oblodzenie skrzydeł samolotu i niedostosowanie ustawień przez załogę samolotu. |                                                                  |                                              |                                                            |                   |              |
| 5 | Katastrofa w Queens (Queens Catastrophe)                         | Katastrofa lotu American Airlines 587        | Airbus A300-605R                                           | 12 listopada 2001 | 265          |
| Dwa miesiące po zamachach terrorystycznych na World Trade Center samolot pasażerski spada na osiedle domków jednorodzinnych Queens. Zginęło 260 osób znajdujących się w samolocie oraz 5 osób na ziemi. Początkowo uważano, iż przyczyną może być kolejny zamach terrorystyczny, jednak szybko wyeliminowano tę sugestię. NTSB za przyczynę katastrofy Airbusa A300 uznało błąd pilota. |                                                                  |                                              |                                                            |                   |              |
| 6 | Masakra nad Morzem Śródziemnym (Massacre Over The Mediterranean) | Katastrofa lotu Aerolinee Itavia 870         | McDonnell Douglas DC-9-15                                  | 27 czerwca 1980   | 81           |
| DC-9 linii Aerolinee Itavia rozbija się w Morzu Tyrreńskim niedaleko wyspy Ustica we Włoszech. Wszyscy z 81 osób giną. Włoski Sąd Najwyższy uznał ostatecznie, że przyczyną katastrofy był atak rakietowy, jednak wielu ekspertów kwestionuje ten wniosek. |                                                                  |                                              |                                                            |                   |              |
| 7 | Panika w raju (Terror In Paradise)                               | Katastrofa lotu Air Moorea 1121              | De Havilland Canada DHC-6 Twin Otter                       | 9 sierpnia 2007   | 20           |
| Zaledwie dwie minuty po starcie samolot lotu Air Moorea 1121 zaczął nagle spadać i runął do oceanu. Wszyscy z 20 osób na pokładzie zginęli. |                                                                  |                                              |                                                            |                   |              |
| 8 | Śmiertelny test (Deadly Test)                                    | Katastrofa lotu XL Airways Germany 888T      | Airbus A320-200                                            | 27 listopada 2008 | 7            |
| Ekipa doświadczonych francuskich ekspertów testuje nowy samolot pasażerski. Kiedy zbliżają się do lądowania, pilot traci kontrolę nad sterem. |                                                                  |                                              |                                                            |                   |              |
| 9 | W samym środku burzy (Into the Eye of the Storm)                 | Incydent podczas lotu łowców tornad (NOAA42) | Lockheed WP-3D Orion                                       | 15 września 1989  | 0            |
| Eksperci ustalają, co zdarzyło się podczas wyprawy lotniczej łowców burz. Śmiałkowie omal nie zginęli, kiedy zapalił się silnik ich samolotu. |                                                                  |                                              |                                                            |                   |              |
| 10 | Titanic na niebie (Titanic in the sky)                           | Incydent podczas lotu Qantas 32              | Airbus A380-842                                            | 4 listopada 2010  | 0            |
| Lot Qantas 32 startuje z lotniska w Singapurze. Nagle, 5 minut po starcie, wybucha jeden z silników. Piloci muszą jak najszybciej dotrzeć z powrotem do Singapuru. |                                                                  |                                              |                                                            |                   |              |

## Seria 14
| Nr | Tytuł (Tytuł oryginalny)                                                | Katastrofa                                                        | Model samolotu                      | Data katastrofy             | Liczba ofiar |
| --- | ----------------------------------------------------------------------- | ----------------------------------------------------------------- | ----------------------------------- | --------------------------- | ------------ |
| 1 | Awaria Silnika (Total Engine Failure)                                   | Katastrofa lotu British Midland 92                                | Boeing 737-400                      | 8 stycznia 1989             | 47           |
| W czasie lotu British Midland 92 w maszynie dochodzi o awarii silnika. Drugi pilot omyłkowo stwierdza, że kłopoty sprawia prawy silnik i wyłącza go. Niedługo potem uszkodzony, lewy silnik całkowicie gaśnie. Pozbawiony napędu samolot rozbija się o skarpę przy autostradzie M1, 800 m od lotniska, na którym miał lądować awaryjnie.                                                           |                                                                         |                                                                   |                                     |                             |              |
| 2 | Niki Lauda: Tragedia w powietrzu (Niki Lauda: Tragedy in the Air)       | Katastrofa lotu Lauda Air 004                                     | Boeing 767-3Z9ER                    | 26 maja 1991                | 223          |
| Boeing 767 rozbija się zaledwie kilkanaście minut po starcie z Bangkoku. Śledczy zastanawiają się, jak to możliwe, że awaria, której wystąpienie teoretycznie nie powinno spowodować katastrofy, doprowadziła do śmierci ponad 200 osób. |                                                                         |                                                                   |                                     |                             |              |
| 3 | Zaginiony samolot (Vanishing Act)                                       | Katastrofa lotu Varig 254                                         | Boeing 737-200                      | 3 września 1989             | 12           |
| Załoga lotu Varig 254 startuje późnym popołudniem do rutynowego rejsu do Belem. W trakcie lotu piloci orientują się, że zabłądzili. Desperackie próby odnalezienia właściwego kursu nic nie dają i w końcu w maszynie kończy się paliwo. Boeing 737 musi awaryjnie lądować w amazońskiej dżungli. Odnalezienie maszyny zajmuje aż dwa dni, a miejsce jej odnalezienia jest szokiem dla wszystkich. |                                                                         |                                                                   |                                     |                             |              |
| 4 | Zabójczy przełącznik (Sideswiped)                                       | Katastrofa lotu Copa Airlines 201                                 | Boeing 737-200                      | 6 czerwca 1992              | 47           |
| Samolot panamskich linii Copa Airlines rozbija się w trakcie lotu w nie wysyłając sygnału mayday. Giną wszyscy na pokładzie. Długie i żmudne śledztwo wykazało zaskakującą przyczynę tego wypadku. |                                                                         |                                                                   |                                     |                             |              |
| 5 | Śmierć na lotnisku Narita (Death at Narita)                             | Katastrofa lotu FedEx Express 14 Katastrofa lotu FedEx Express 80 | McDonnell Douglas MD-11             | 31 lipca 1997 23 marca 2009 | 0 2          |
| 31 lipca 1997 r. FedEx Express lot nr 14 podchodzi do lądowania w Newark. Podczas przyziemienia odbija się od pasa startowego, by przy ponownym przyziemieniu przechylić się na prawe skrzydło i rozbić. Piloci szczęśliwie wychodzą z katastrofy cało. Jednak gdy ta sama sytuacja powtarza się 12 lat później na tokijskim lotnisku Narita, ma dla lotu nr 80 FedEx Expressu tragiczne skutki.   |                                                                         |                                                                   |                                     |                             |              |
| 6 | Śmierć syna JFK (The Death od JFK Jnr)                                  | Katastrofa Pipera Saratogi                                        | Piper PA-32R-301 Saratoga           | 16 lipca 1999               | 3            |
| JFK Junior ginie wraz z żoną i szwagierką po upadku ich samolotu do oceanu. Teraz śledczy muszą wyjaśnić, dlaczego tak się stało. |                                                                         |                                                                   |                                     |                             |              |
| 7 | Concorde w płomieniach (Concorde – Up in Flames)                        | Katastrofa lotu Air France 4590                                   | BAC Concorde                        | 25 lipca 2000               | 113          |
| Concorde linii Air France w czasie startu zapala się. Samolot rozbija się, spadając na hotel w miejscowości Gonesse; ginie 109 osób w maszynie oraz 4 na ziemi. |                                                                         |                                                                   |                                     |                             |              |
| 8 | Jatka w centrum miasta (Inner City Carnage)                             | Katastrofa lotnicza w Meksyku                                     | Bombardier Learjet 45               | 4 listopada 2008            | 16           |
| W czasie lotu nad Meksykiem samolot obraca się o 180 stopni i rozbija się na przedmieściach finansowych miasta. |                                                                         |                                                                   |                                     |                             |              |
| 9 | Do trzech razy sztuka (3rd Time Unlucky)                                | Katastrofa lotu Manx2 7100                                        | Fairchild Swearinger Metroliner III | 10 lutego 2011              | 6            |
| Fairchild Swaeringer Metroliner III wirtualnej linii lotniczej Manx2 podchodzi do lądowania w irlandzkim Cork. Nagle, tuż nad pasem startowym, samolot przechyla się na prawe skrzydło, którym zahacza o ziemię; następnie ląduje na plecach i rozbija się. Ginie 6 z 12 osób znajdujących się na pokładzie. W czasie śledztwa śledczy odkrywają zaskakujące fakty.                                |                                                                         |                                                                   |                                     |                             |              |
| 10 | Śmierć w Arktyce (Death in the Arctic)                                  | Katastrofa lotu First Air 6560                                    | Boeing 737-200                      | 20 sierpnia 2011            | 12           |
| Boeing 737 rozbija się podczas podejścia do lądowania we mgle. Giną prawie wszyscy na pokładzie, ale ocaleni mają niezwykle dużo szczęścia – w okolicy trwają właśnie ćwiczenia służb ratowniczych. |                                                                         |                                                                   |                                     |                             |              |
| 11 | Co się stało z malezyjskim samolotem? (What Happened to Malaysian 370?) | Zaginięcie lotu Malaysia Airlines 370                             | Boeing 777-200ER                    | 8 marca 2014                | 239          |
| Eksperci ustalają, co mogło się stać z lotem 370 linii Malaysia Airlines. Jeszcze nigdy nie zdarzyło się, aby Boeing 777 zaginął. |                                                                         |                                                                   |                                     |                             |              |

## Seria 15
| Nr | Tytuł (Tytuł oryginalny)                                           | Katastrofa                                       | Model samolotu                      | Data katastrofy      | Liczba ofiar |
| --- | ------------------------------------------------------------------ | ------------------------------------------------ | ----------------------------------- | -------------------- | ------------ |
| 1 | Fatalna komunikacja/Tragiczne nieporozumienie (Fatal transmission) | Katastrofa lotu United Express 5925              | Beechraft 1900C Beechcraft King Air | 19 listopada 1996    | 14           |
| Kolizja pomiędzy maszyną linii United Express 5925 a małym prywatnym samolotem jest powodem do wytężonej pracy śledczych. Z czasem dowiadują się oni, że zaginiony w tajemniczych okolicznościach pilot mógł odegrać nieświadomą rolę w tej tragedii. |                                                                    |                                                  |                                     |                      |              |
| 2 | Groza w San Francisco (Terror in San Francisco)                    | Katastrofa lotu Asiana Airlines 214              | Boeing 777-28EER                    | 6 lipca 2013         | 3            |
| Samolot Asiana Airlines lot nr 214 uderza w opaskę brzegową na międzynarodowym lotnisku w San Francisco. Śledczy podejrzewają, że katastrofa może być wynikiem zdumiewającej pomyłki. Jednak, kiedy ujawnia się pełne wyjaśnienie, stają oni twarzą w twarz przed kontrowersyjną kwestią, która może zagrażać pasażerom lotniczym na całym świecie. |                                                                    |                                                  |                                     |                      |              |
| 3 | Tragedia w Amsterdamie (High Rise Catastrophe)                     | Katastrofa lotu EI AI 1862                       | Boeing 747-200F                     | 4 października 1992  | 43           |
| Samolot transportowy linii El Al 1862, z ciężkim ładunkiem na pokładzie, startuje z lotniska Schiphol w Amsterdamie w kierunku Tel Awiwu. Kilka minut później nagły wstrząs sprawia, że samolot zaczyna gwałtownie skręcać w prawo. Pilotom udaje się opanować uszkodzoną maszynę, ale chwilę później Boeing 747 znowu zaczyna niekontrolowany skręt w prawo i uderza w 11-piętrowy kompleks mieszkalny. To katastrofa lotnicza z największą liczbą ofiar śmiertelnych w dziejach Holandii. W miarę, jak śledczy przeczesują wrak, odkrywają problem, który może okazać się śmiertelnym zagrożeniem dla każdego latającego Boeinga 747. |                                                                    |                                                  |                                     |                      |              |
| 4 | Niebezpieczna przesyłka (Fatal Delivery)                           | Katastrofa lotu UPS Airlines 6                   | Boeing 747-400                      | 3 września 2010      | 2            |
| Krótko po starcie z lotniska w Dubaju na pokładzie samolotu linii UPS 6 uruchamia się alarm przeciwpożarowy. Piloci chcą zapanować nad ogniem włączając system przeciwpożarowy, ale sytuacja pogarsza się i załoga musi jak najszybciej sprowadzić samolot na ziemię. Maszyna zawraca, ale wypełniający kabinę dym oślepia obu pilotów. Zawodzi także system tlenowy kapitana i za sterami pozostaje tylko pierwszy oficer. Nie mogąc odczytać wskazań urządzeń kontrolnych, ani zobaczyć tego, co dzieje się na zewnątrz, musi on wykonać zaimprowizowaną, własną procedurę lądowania awaryjnego. Jedyna jego nadzieja to kontakt z wieżą kontrolną, sygnał jednak się urywa. Próba zawrócenia samolotu na lotnisko w Dubaju to wyścig z czasem, w którym szanse na wygraną słabną z minuty na minutę. |                                                                    |                                                  |                                     |                      |              |
| 5 | Zabójcza misja/Śmiertelnie niebezpieczna misja (Deadly mission)    | Katastrofa DC-6 Nadola United Nations            | Douglas DC-6B                       | 18 września 1961     | 16           |
| W dniu 18 września 1961 roku Douglas DC-6 obsługiwany przez Transair Sweden z Dagiem Hammarskjöld, drugim Sekretarzem Generalnym Organizacji Narodów Zjednoczonych, doznał awarii na trasie do negocjacji zawieszenia broni w Zambii podczas kryzysu w Kongo. Zginęło 16 osób. |                                                                    |                                                  |                                     |                      |              |
| 6 | Na skraju katastrofy (Edge of Disaster)                            | Katastrofa lotu Atlantic Airways 670             | BAe 146-200                         | 10 października 2006 | 4            |
| Podczas lądowania w Stord BAe 146 nie zatrzymał się na pasie i zjechał ze zbocza. W wyniku uszkodzeń nie można było zgasić silnika nr 2 i zarządzić ewakuacji. Zginęły 4 osoby. |                                                                    |                                                  |                                     |                      |              |
| 7 | Zabójcze spóżnienie (Deadly delay)                                 | Katastrofa lotu Spanair 5022                     | McDonnell Douglas MD-82             | 20 sierpnia 2008     | 154          |
| MD-82 podczas startu natychmiast skręcił w prawo i uderzył w nasyp za lotniskiem. Ze 172 osób zginęły 154. |                                                                    |                                                  |                                     |                      |              |
| 8 | Zabójcza fiksacja (Fatal Focus)                                    | Katastrofa lotu Garuda Indonesia 200             | Boeing 737-400                      | 7 marca 2007         | 21           |
| Po krótkim locie lecący ze stolicy Indonezji, Dżakarty, samolot ląduje na lotnisku w miejscowości Yogyakarta. Podczas lądowania uderza on w pas tak mocno, że odbija się od niego dwa razy i ostatecznie zatrzymuje się poza pasem. Na pokładzie znajduje się 140 osób, a 21 z nich ginie. Śledczy usiłują szybko odkryć przyczynę wypadku. Po serii nietrafionych hipotez udaje im się dotrzeć do zadziwiającej informacji dotyczącej konfiguracji samolotu do lądowania. Po przeanalizowaniu nagrań z kokpitu dochodzą oni do zdumiewającej konkluzji. |                                                                    |                                                  |                                     |                      |              |
| 9 | Siła uderzenia (Steep Impact)                                      | Katastrofa lotu Atlantic Southeast Airlines 2311 | Embraer 120 Brasilia                | 5 kwietnia 1991      | 23           |
| W katastrofie samolotu w Georgii giną 23 osoby, w tym senator USA John Tower oraz astronauta Manley L Carter, Jr. Jeden ze śledczych postanawia postawić wszystko na jedną kartę i naraża swoje dobre imię po to, by dotrzeć do prawdziwych przyczyn tego tragicznego wypadku. |                                                                    |                                                  |                                     |                      |              |
| 10 | Masakra w São Paulo (Carnage In São Paulo)                         | Katastrofa lotu TAM Linhas Aéreas 402            | Fokker 100                          | 31 października 1996 | 99           |
| Zaledwie kilka sekund po starcie samolot linii TAM Airlines runął na teren zabudowany. Maszyna stanęła w ogniu, powodując śmierć wszystkich 96 osób na pokładzie. |                                                                    |                                                  |                                     |                      |              |

## Seria 16
| Nr | Tytuł (Tytuł oryginalny)                           | Katastrofa                                   | Model samolotu                       | Data katastrofy      | Liczba ofiar |
| --- | -------------------------------------------------- | -------------------------------------------- | ------------------------------------ | -------------------- | ------------ |
| 1 | Śmiertelna cisza (Deadly silence)                  | Katastrofa samolotu N47BA                    | Bombardier Learjet 35                | 25 października 1999 | 6            |
| Kontrolerzy tracą kontakt z pilotami Learjeta 35 kilka minut po starcie. Samolot wznosi się na wysokość maksymalną i leci przez 4 godziny, aż skończyło mu się paliwo. Po wysłuchaniu nagrań z czarnej skrzynki śledczy wiedzą, co zaszło na pokładzie maszyny, lecz nie wiedzą co do tego doprowadziło. |                                                    |                                              |                                      |                      |              |
| 2 | Atak na Pentagon (9/11Pentagon Attack)             | Katastrofa lotu American Airlines 77         | Boeing 757-200                       | 11 września 2001     | 189          |
| Boeing 757 wymyka się spod kontroli i zawraca w kierunku Waszyngtonu. Wkrótce wszyscy orientują się, że maszyna została porwana. Maszyna wbija się w Pentagon – porywacze zrobili z niej pocisk jako część planu zamachów z 11 września 2001 roku. |                                                    |                                              |                                      |                      |              |
| 3 | Katastrofa na Teneryfie (Disaster at Tenerife)     | Katastrofa lotnicza na Teneryfie             | Boeing 747-121 Boeing 747-206B       | 27 marca 1977        | 583          |
| Pan Am 1736 czeka na pokrytym mgłą pasie startowym lotniska w Teneryfie. Nagle uderza w niego samolot linii KLM. Giną 583 osoby - najwięcej w całej historii lotnictwa cywilnego. |                                                    |                                              |                                      |                      |              |
| 4 | Zabójczy szczegół (Deadly detail)                  | Katastrofa lotu China Airlines 120           | Boeing 737-800                       | 20 sierpnia 2007     | 0            |
| China Airlines 120 staje w płomieniach podczas lądowania na Okinawie. Nikomu nic się nie stało, ale pewne pytania wymagają odpowiedzi. |                                                    |                                              |                                      |                      |              |
| 5 | Śmiertelny Oblot/Niebezpieczny Lot (Deadly Detour) | Katastrofa lotu Proteus Airlines 706         | Beechcraft 1900D Cessna 177 Cardinal | 30 lipca 1998        | 15           |
| Gdy piloci zmieniają kurs, by pasażerowie lotu 706 mogli zobaczyć z bliska francuski liniowiec oceaniczny, samolot niespodziewanie eksploduje. |                                                    |                                              |                                      |                      |              |
| 6 | Niebezpieczne podejście (Dangerous Approach)       | Katastrofa lotu Trans-Colorado Airlines 2286 | Fairchild Swearingen Metroliner III  | 19 stycznia 1988     | 9            |
| Podczas lotu Continental Express z Denver do Durango samolot rozbija się na pokrytym śniegiem pustkowiu kilka mil od pasa startowego. Długie śledztwo wykazało, że za katastrofę odpowiedzialny jest kapitan pilotujący maszynę, który znajdował się w stanie głodu narkotycznego. |                                                    |                                              |                                      |                      |              |
| 7 | Samobójca za sterami (Murder in the skies)         | Katastrofa lotu Germanwings 9525             | Airbus A320-211                      | 24 marca 2015        | 150          |
| Kulisy katastrofy samolotu linii Germanwings lecącego z Barcelony do Düsseldorfu, do jakiej doszło 24 marca 2015 roku. Po osiągnięciu wysokości przelotowej airbus A-320 zaczął obniżać lot, aż uderzył w ziemię niedaleko alpejskiej miejscowości Prads-Haute-Bléone. Zginęło 144 pasażerów i sześciu członków załogi. Dochodzenie wykazało, że katastrofa to akt morderstwa poprzez samobójstwo pilota.                   |                                                    |                                              |                                      |                      |              |
| 8 | Lądowanie w rzece (River runway)                   | Awaryjne wodowanie lotu Garuda Indonesia 421 | Boeing 737-3Q8                       | 16 stycznia 2002     | 1            |
| Śledczy szukają przyczyn awaryjnego lądowania samolotu linii Garuda Indonesia w dniu 16 stycznia 2002 roku. Tuż przed dotarciem do celu, miasta Yogyakarta, boeing 737 wleciał w gwałtowną burzę. W pewnej chwili sytuacja stała się dramatyczna – przestały działać oba silniki. Cudem udało się sprowadzić maszynę na ziemię. Pilot podjął decyzję o wodowaniu na rzece Solo. Wskutek zdarzenia zginęła jedna stewardesa. |                                                    |                                              |                                      |                      |              |
| 9 | Śmiertelne rozwiązanie (Deadly solution)           | Katastrofa lotu Indonesia AirAsia 8501       | Airbus A320-216                      | 28 grudnia 2014      | 162          |
| Śledczy zbadają okoliczności katastrofy samolotu linii Indonesia AirAsia, do jakiej doszło 28 grudnia 2014 roku. Airbus A320-216 leciał z Surabai do Singapuru. Szczątki maszyny wyłowiono z Morza Jawajskiego. Zginęło 155 pasażerów i 7 członków załogi. Analiza nagrań z czarnych skrzynek wykazała, że przyczyną tragedii była awaria systemu sterowania.                                                               |                                                    |                                              |                                      |                      |              |
| 10 | Koszmar w Bagram (Afghan Nightmare)                | Katastrofa lotu National Airlines 102        | Boeing 747-400BCF                    | 29 kwietnia 2013     | 12           |
| Boeing 747 cargo rozbił się 29 kwietnia 2013 r. po starcie z lotniska Bagram. Na pokładzie znajdowały się pojazdy opancerzone. Źle zabezpieczony ładunek doprowadził do utraty kontroli nad maszyną. |                                                    |                                              |                                      |                      |              |

## Seria 17
| Nr | Tytuł (Tytuł oryginalny)                  | Katastrofa                                     | Model samolotu            | Data katastrofy      | Liczba ofiar |
| --- | ----------------------------------------- | ---------------------------------------------- | ------------------------- | -------------------- | ------------ |
| 1 | Od konfliktu do śmierci (Killer Attitude) | Katastrofa lotu Northwest Airlink 5719         | BAe Jetstream 31          | 1 grudnia 1993       | 18           |
| Jetstream 31 rozbił się podczas próby lądowania na lotnisku w Hibbing. Zginęło 16 pasażerów i dwóch pilotów. Śledztwo wykazało, że przyczyną tragedii był brak komunikacji między członkami załogi spowodowany agresywnym zachowaniem kapitana. |                                           |                                                |                           |                      |              |
| 2 | Brak procedur (Deadly Myth)               | Katastrofa lotu Comair 3272                    | Embraer 120 Brasilia      | 9 stycznia 1997      | 29           |
| Samolot pasażerski do Detroit spada na ziemię tuż przed lądowaniem. Podczas wnikliwego dochodzenia śledczy dokonują szokującego odkrycia. |                                           |                                                |                           |                      |              |
| 3 | Tragiczne podejście (Turning Point)       | Katastrofa lotu Air China 129                  | Boeing 767-200            | 15 kwietnia 2002     | 129          |
| Boeing 767 rozbija się na zboczu góry. Rusza śledztwo, które ma wskazać przyczynę wypadku. Kontrolerzy ruchu zeznają, że komunikacja z załogą przebiegała prawidłowo. |                                           |                                                |                           |                      |              |
| 4 | Wybuchowy dowód (Explosive Proof)         | Katastrofa lotu Trans World Airlines 800       | Boeing 747-131            | 17 lipca 1996        | 230          |
| Eksplozja rozerwała na kawałki samolot TWA, lot 800, kilkanaście minut po starcie. Śledztwo było jednym z najtrudniejszych w historii lotnictwa. |                                           |                                                |                           |                      |              |
| 5 | Zabójczy zakręt (Lethal Turn)             | Katastrofa lotu Garuda Indonesia 152           | Airbus A300B4-220         | 26 września 1997     | 234          |
| Airbus A-300 podchodzi do lądowania na Sumatrze. Widoczność ogranicza dym z pożaru lasu. Samolot spada tuż przed pasem. Giną 234 osoby. |                                           |                                                |                           |                      |              |
| 6 | Lądowanie w deszczu (Storming Out)        | Katastrofa lotu USAir 1016                     | McDonnell Douglas DC-9-31 | 2 lipca 1994         | 37           |
| Samolot USAir rozbija się podczas lądowania w ulewnym deszczu. Eksperci odkrywają, że zawiniły nie tylko trudne warunki pogodowe. |                                           |                                                |                           |                      |              |
| 7 | Ostatni film (Caught on Tape)             | Katastrofa lotu TransAsia Airways 235          | ATR 72-600                | 4 lutego 2015        | 43           |
| W ATR 72 tajwańskich linii TransAsia gaśnie silnik nr 2. Zanim piloci zdążyli go uruchomić, samolot zawadził o most i wpadł do rzeki Jilong. Ocaleni pasażerowie muszą walczyć o przetrwanie. |                                           |                                                |                           |                      |              |
| 8 | Tragedia nad Egiptem (Terror over Egypt)  | Katastrofa lotu Metrojet 9268                  | Airbus A321-231           | 31 października 2015 | 224          |
| Airbus A321 rosyjskich linii lotniczych MetroJet rozpada się w powietrzu i rozbija na Synaju. Giną 224 osoby. To katastrofa lotnicza z największą liczbą ofiar śmiertelnych zarówno w historii rosyjskiego lotnictwa, jak i na terytorium Egiptu. Śledczy dochodzą do wniosku, że bezpośrednią przyczyną katastrofy był wybuch bomby umieszczonej z tyłu samolotu. Do zamachu przyznali się dżihadiści z tzw. Państwa Islamskiego. |                                           |                                                |                           |                      |              |
| 9 | Argentyński koszmar (Deadly Discussion)   | Katastrofa lotu LAPA 3142                      | Boeing 737-204C           | 31 sierpnia 1999     | 65           |
| Lot LAPA 3142 miał być czarterowym lotem z lotniska Buenos Aires-Cordoba, lecz zakończył się katastrofą tuż po starcie. W chwilę po oderwaniu się Boeinga 737 od nawierzchni pasa zaczyna wibrować wolant, informując pilotów o niebezpieczeństwie przeciągnięcia. Kapitan zmniejsza ciąg, włącza odwracacze ciągu i ląduje, mając nadzieję, że samolot się zatrzyma. Jednak maszyna przejeżdża przez autostradę biegnącą za lotniskiem i rozbija się na pobliskim polu golfowym. Większość pasażerów ginie. Śledczy dowiedli, że piloci w pośpiechu zapomnieli o wysunięciu klap na skrzydłach, bez czego samolot nie był w stanie oderwać się od ziemi. |                                           |                                                |                           |                      |              |
| 10 | Zaginiony w Himalajach (The Lost Plane)   | Katastrofa lotu Thai Airways International 311 | Airbus A310-304           | 31 lipca 1992        | 113          |
| Airbus A310 linii Thai International znika bez śladu. Po dniach poszukiwań, śledczy odnajdują zwęglony wrak w Himalajach. Eksperci badają, jak się tam znalazł. Z początku ciężko było dojść do jakichkolwiek wniosków. |                                           |                                                |                           |                      |              |

## Seria 18
| Nr | Tytuł (Tytuł oryginalny)                    | Katastrofa                                          | Model samolotu            | Data katastrofy      | liczba ofiar |
| --- | ------------------------------------------- | --------------------------------------------------- | ------------------------- | -------------------- | ------------ |
| 1 | Drobiazgowe śledztwo (Nuts and Bolts)       | Katastrofa lotu Emery Worldwide 17                  | Douglas DC-8-71           | 16 lutego 2000       | 3            |
| Tuż po starcie z kalifornijskiego lotniska 16 lutego 2000 roku samolot transportowy musi awaryjnie lądować. Pilotom udaje się dolecieć w pobliże lotniska, ale uszkodzona maszyna spada na pobliskie złomowisko. Aby ustalić przyczynę wypadku, śledczy muszą przeprowadzić szereg wywiadów. Konieczna okaże się też rozmowa z jednym z kolegów członków załogi. Nie wyjaśni ona jednak w pełni przyczyny katastrofy. Eksperci będą zmuszeni prowadzić żmudne poszukiwania, by zgromadzić jak największy materiał dowodowy. |                                             |                                                     |                           |                      |              |
| 2 | Zdmuchnięci (Blown Away)                    | Katastrofa lotu TransAsia Airways 222               | ATR 72-500                | 23 lipca 2014        | 48           |
| Maszyna krąży nad Cieśniną Tajwańską, aby przeczekać przechodzący nieopodal cyklon. Wkrótce rozbija się na wyspie Penghu. Za przyczynę katastrofy media uznały początkowo złe warunki pogodowe. Analiza zebranych przez śledczych dowodów naprowadza jednak ekspertów na inny trop. Po sześciu miesiącach od rozpoczęcia śledztwa, rozbija się kolejna maszyna tego samego przewoźnika. Czy wypadki mają ze sobą związek?                                                                                                   |                                             |                                                     |                           |                      |              |
| 3 | Błędna konfiguracja (Deadly Distraction)    | Katastrofa lotu Delta Air Lines 1141                | Boeing 727-232            | 31 sierpnia 1988     | 14           |
| Samolot spada na ziemię tuż po starcie. 14 pasażerów poniosło śmierć. Śledczy odkrywają, że przyczyna katastrofy była taka sama, jak przyczyna katastrofy sprzed roku w Detroit. |                                             |                                                     |                           |                      |              |
| 4 | Kto zestrzelił MH17? (Deadly Airspace)      | Katastrofa lotu Malaysia Airlines 17                | Boeing 777-200ER          | 17 lipca 2014        | 298          |
| Malezyjski Boeing został zestrzelony nad terytorium Ukrainy. Teraz śledczy muszą odtworzyć łańcuch wydarzeń i znaleźć winnego zestrzelenia maszyny. |                                             |                                                     |                           |                      |              |
| 5 | Tragedia na zboczu wulkanu (Deadly Display) | Katastrofa samolotu Suchoj Superjet 100 w Indonezji | Suchoj Superjet 100       | 9 maja 2012          | 45           |
| Samolot rozbija się o zbocze wulkanu. Śledczy muszą ustalić, dlaczego lot nowoczesnej maszyny z doświadczoną załogą zakończył się katastrofą. |                                             |                                                     |                           |                      |              |
| 6 | Śmiertelna misja (Deadly Mission)           | Katastrofa statku kosmicznego VSS Enterprise        | SpaceShipTwo              | 31 października 2014 | 1            |
| Statek pozwalający na lot w przestrzeni pozaziemskiej rozpada się. Przyszłość komercyjnych lotów kosmicznych staje pod znakiem zapytania. |                                             |                                                     |                           |                      |              |
| 7 | Spadający samolot (Free Fall)               | Incydent w czasie lotu Qantas Airlines 72           | Airbus A330-303           | 7 października 2008  | 0            |
| Maszyna lecąca z Singapuru do Perth nagle zaczyna spadać kierunku Oceanu Indyjskiego. Na szczęście kapitanowi udaje się bezpiecznie wylądować. |                                             |                                                     |                           |                      |              |
| 8 | Problem z nawigacją (Deadly Inclination)    | Katastrofa lotu Alitalia 404                        | McDonnell Douglas DC-9-30 | 14 listopada 1990    | 46           |
| Lot Alitalia 404 rozbija się na zalesionym zboczu wzgórza podczas podejścia końcowego do lotniska w Zurychu. Giną wszyscy obecni na pokładzie. |                                             |                                                     |                           |                      |              |
| 9 | Przerwane lądowanie (Deadly Go Round)       | Katastrofa lotu China Airlines 140                  | Airbus A300B4-622R        | 26 kwietnia 1994     | 264          |
| Kilka chwil przed przyziemieniem lot China Airlines 140 spada na pas japońskiego lotniska Nagoya. Początkowo wydaje się, że zawiniła załoga. |                                             |                                                     |                           |                      |              |
| 10 | Niebezpieczna śnieżyca (Dead Of Winter)     | Katastrofa lotu Continental Airlines 1713           | Douglas DC-9-14           | 15 listopada 1987    | 28           |
| Gdy załoga opóźnionego DC-9 dostaje zezwolenie na start, maszyna na chwilę wzbija się w powietrze, a potem mocno przechyla i spada na ziemię. |                                             |                                                     |                           |                      |              |

## Seria 19
| Nr | Tytuł (Tytuł oryginalny)                   | Katastrofa                                         | Model samolotu                     | Data katastrofy   | Liczba ofiar |
| --- | ------------------------------------------ | -------------------------------------------------- | ---------------------------------- | ----------------- | ------------ |
| 1 | Zabójcze zniżanie (Deadly Descent)         | Incydent podczas lotu Cathay Pacific 780           | Airbus A330-300                    | 13 kwietnia 2010  | 0            |
| W lecącym nad Morzem Południowochińskim Airbusie A330 odmawiają posłuszeństwa oba silniki. Maszyna zmienia się w dwustutonowy szybowiec, jednak kapitanowi udaje się wylądować.                                                                     |                                            |                                                    |                                    |                   |              |
| 2 | Śmiertelny wyścig (Death Race)             | Katastrofa lotnicza na Reno Air Races              | North American P-51D-15-NA Mustang | 16 września 2011  | 11           |
| Legenda zawodów lotniczych Jimmy Leeward chce pobić swym P-51 Mustangiem rekord prędkości, jednak w połowie wyścigu dochodzi do tragedii. Samolot rozbija się, a szczątki wpadają w trybuny pełne kibiców pozbawiając życia 10. Zginął też Leeward. |                                            |                                                    |                                    |                   |              |
| 3 | Nieudane podejście (Fatal Approach)        | Katastrofa lotu KLM Cityhopper 433                 | Saab 340B                          | 4 kwietnia 1994   | 3            |
| Lądująca turbośmigłowa maszyna przechyla się w prawo, zahacza skrzydłem o ziemię i rozbija się na polu graniczącym z pasem startowym. |                                            |                                                    |                                    |                   |              |
| 4 | Niewidzialny sprawca (Borderline Tactics)  | Katastrofa lotu American International Airways 808 | Douglas DC-8-61F                   | 18 sierpnia 1993  | 0            |
| Transportowy DC-8 rozbija się w amerykańskiej bazie marynarki w Zatoce Guantanamo. Początkowo podejrzenia padają na Kubańczyków. |                                            |                                                    |                                    |                   |              |
| 5 | Niewłaściwa pozycja (Deadly Pitch)         | Katastrofa lotu Fine Air 101                       | Douglas DC-8-61F                   | 7 sierpnia 1997   | 5            |
| Samolot wiozący 40 ton dżinsu na Dominikanę tuż po starcie z lotniska w Miami spada na ziemię, przecina drogę szybkiego ruchu i uderza w budynek.                                                                                                   |                                            |                                                    |                                    |                   |              |
| 6 | Zabójcze wznoszenie (Fatal Climb)          | Katastrofa lotu Tarom 371                          | Airbus A310-324                    | 31 marca 1995     | 60           |
| Gdy w Rumunii rozbija się lot Tarom 371, media spekulują o bombie na pokładzie. Miejscowi śledczy postanawiają skorzystać z pomocy agentów FBI. |                                            |                                                    |                                    |                   |              |
| 7 | Poza pasem (Runway Runoff)                 | Katastrofa lotu Continental Airlines 1404          | Boeing 737-524                     | 20 grudnia 2008   | 0            |
| Samolot realizujący lot Continental Airlines 1404 podczas rozbiegu wypada z pasa na lotnisku w Denver, rozbija się i staje w płomieniach. |                                            |                                                    |                                    |                   |              |
| 8 | Niebezpieczne ograniczenia (Lethal Limits) | Katastrofa lotu Aerofłot 821                       | Boeing 737-505                     | 14 września 2008  | 88           |
| Załoga lotu Aeroflot Nord 821 wykonuje podejście końcowe do pasa w Permie. Nagle samolot nurkuje i rozbija się na torze Kolei Transsyberyjskiej. |                                            |                                                    |                                    |                   |              |
| 9 | Piłkarska tragedia (Football Tragedy)      | Katastrofa lotu LaMia Airlines 2933                | Avro RJ85                          | 28 listopada 2016 | 70           |
| Samolot przewożący brazylijską drużynę piłkarską Chapecoense rozbija się o wzgórze 18 km od lotniska Medellín w Kolumbii. Na moment przed katastrofą załoga nagle wydała komunikat o wyczerpaniu zapasu paliwa.                                     |                                            |                                                    |                                    |                   |              |
| 10 | Gwałtowny upadek (Slam Dunk)               | Katastrofa lotu United Express 6291                | British Aerospace Jetstream 41     | 7 stycznia 1994   | 5            |
| Maszyna realizująca lot United Express 6291 niespodziewanie rozbija się podczas podejścia do lądowania, zaledwie półtora kilometra od lotniska Port Columbus. Śledztwo dowiodło, że zawinili nie tylko piloci.                                      |                                            |                                                    |                                    |                   |              |

## Seria 20
| Nr | Tytuł (Tytuł oryginalny)                    | Katastrofa                                  | Model samolotu                          | Data katastrofy   | Liczba ofiar |
| --- | ------------------------------------------- | ------------------------------------------- | --------------------------------------- | ----------------- | ------------ |
| 1 | Katastrofa w Himalajach (Kathmandu Descent) | Katastrofa lotu PIA 268                     | Airbus A300B4-203                       | 28 września 1992  | 167          |
| W niedostępnej części Himalajów rozbija się pakistański samolot. Trudne warunki uniemożliwiają śledczym szybkie dotarcie na miejsce katastrofy. Na miejscu natrafiają na dowód, który początkowo wydawał się kluczowy. Kiedy okazał się on nieprzydatny, trzeba było jeszcze raz przeszukać teren, gdzie znajdowały się szczątki maszyny. |                                             |                                             |                                         |                   |              |
| 2 | Zderzenie we mgle (Taxiway Turmoil)         | Kolizja lotnicza na lotnisku Detroit        | McDonnell Douglas DC-9-14Boeing 727-251 | 3 grudnia 1990    | 8            |
| Gęsta mgła na lotnisku w Dallas sprawia, że piloci popełniają tragiczny w skutkach błąd. DC-9 trafia na niewłaściwy pas. Maszyna zderza się ze startującym Boeingiem 727. Śmierć ponosi osiem osób. W trakcie śledztwa eksperci analizują między innymi życiorys załogi. Natrafiają na szokujące fakty, które rzucają nowe światło na sprawę. |                                             |                                             |                                         |                   |              |
| 3 | Wybuchowe lądowanie (Explosive Touchdown)   | Katastrofa lotu Uni Air 873                 | McDonnell Douglas MD-90                 | 24 sierpnia 1999  | 1            |
| Maszyna obsługująca lokalne połączenie na Tajwanie podchodzi do lądowania. Rutynowy manewr ma fatalny przebieg. Nagle w kadłubie dochodzi do eksplozji. Rodzą się podejrzenia, że doszło zamachu terrorystycznego. Badanie wraku ujawnia zaskakującą przyczynę zdarzenia. Prawda zaskakuje nawet ekspertów. |                                             |                                             |                                         |                   |              |
| 4 | Dramat w Patagonii (Icy Descent)            | Katastrofa lotu Sol Líneas Aéreas 5428      | Saab 340A                               | 18 maja 2011      | 22           |
| Kulisy tragicznego wypadku lotu Sol Líneas Aéreas 5428, do którego doszło 18 maja 2011 roku w Patagonii. Zginęli wszyscy obecni na pokładzie – dziewiętnastu pasażerów i trzech członków załogi. Maszyna zmierzała do Comodoro Rivadavia. W pewnym momencie nagle rozbiła się w trudno dostępnym terenie. Śledczy na miejscu katastrofy nie natrafili na nic podejrzanego. Śledztwo wykazało braki w wyszkoleniu załogi w przypadku oblodzenia samolotu podczas lotu.                                                                                     |                                             |                                             |                                         |                   |              |
| 5 | Helikopter w oceanie (Atlantic Ditching)    | Katastrofa lotu Cougar Helicopters 91       | Sikorsky S-92A                          | 12 marca 2009     | 17           |
| Kulisy tragicznego wypadku u wybrzeży Nowej Fundlandii. Rozbił się tam śmigłowiec transportujący pracowników platformy wiertniczej. Ocalała tylko jedna osoba. Ratownikom udało się wydobyć z oceanu zwłoki ofiar, rejestrator pokładowy, a także wrak maszyny. Śledztwo rozpoczęli również eksperci. Doszli oni do wniosku, że konstrukcja S-92 była wadliwa. |                                             |                                             |                                         |                   |              |
| 6 | Niebezpieczne pochylenie (Impossible Pitch) | Katastrofa lotu West Air Sweden 294         | Bombardier CRJ-200                      | 8 stycznia 2016   | 2            |
| Rekonstrukcja wypadku, do którego doszło w Szwecji. W trudno dostępnym, arktycznym rejonie rozbiła się maszyna transportowa. Śledczy muszą ustalić przyczynę zdarzenia. Szczegółowa analiza znalezionych na miejscu dowodów ujawnia szokujące fakty. W ostatnich minutach lotu w kokpicie panował chaos. Piloci zupełnie stracili kontrolę nad sytuacją. |                                             |                                             |                                         |                   |              |
| 7 | Bez ostrzeżenia (No Warning)                | Katastrofa lotu Trigana Air Service 267     | ATR 42-300                              | 16 sierpnia 2015  | 54           |
| Rekonstrukcja wypadku niewielkiego turbośmigłowego samolotu pasażerskiego w trakcie manewru podchodzenia do lądowania w Papui. Maszyna nagle zniknęła z radaru. Uderzyła w zbocze pobliskiej góry. Śledztwo wykazało, że zawiodły aż trzy systemy, które mogły zapobiec katastrofie. Specjaliści drobiazgowo analizują zebrane materiały, aby ustalić przyczyny tragedii. |                                             |                                             |                                         |                   |              |
| 8 | Pilot zabójca (Cockpit Killer)              | Katastrofa lotu LAM Mozambique Airlines 470 | Embraer 190                             | 29 listopada 2013 | 33           |
| Samolot Mozambique Airlines, lecący Luandy, zniknął nagle z radaru. Nieco później, strażnicy parku narodowego w Namibii natrafiają na wrak. Zginęły wszystkie 33 osoby na pokładzie. W trakcie śledztwa natrafiono na dowody, które oznaczały, że kapitan specjalnie doprowadził do zderzenia z ziemią. |                                             |                                             |                                         |                   |              |
| 9 | Chaos w kokpicie (Stormy Cockpit)           | Katastrofa lotu Kenya Airways 507           | Boeing 737–800                          | 5 maja 2007       | 114          |
| Nowy boeing 737-800, realizujący lot Kenya Airlines 507, rozbija się tuż po starcie w trakcie silnej burzy. Giną wszyscy obecni na pokładzie. W Kamerunie pojawiają się eksperci, by poznać przyczyny wypadku. Szczątki maszyny spoczywają w lesie namorzynowym. Szczegółowa analiza zebranych dowodów pozwala ustalić, jak skomplikowany był ciąg niefortunnych zdarzeń, które doprowadziły do katastrofy. |                                             |                                             |                                         |                   |              |
| 10 | Tuż przed lądowaniem (Runway Breakup)       | Katastrofa lotu AIRES Colombia 8250         | Boeing 737-700                          | 16 sierpnia 2010  | 2            |
| Kulisy wypadku samolotu, który leciał z Bogoty na wyspę San Andrés. Piloci walczyli z potężną burzą tropikalną. Założyli, że zdołają opuścić obszar złej pogody przed dotarciem do celu. Niestety, z powodu silnego wiatru i ulewy maszyna rozbiła się w trakcie podejścia do lądowania. Załoga od początku utrzymywała, że przyczyną wypadku były złe warunki atmosferyczne. Śledczy analizują jednak wszystkie możliwe scenariusze. Dochodzą do wniosku, że winę ponosi człowiek. Do tragicznego zdarzenia przyczyniła się bowiem mylna ocena sytuacji. |                                             |                                             |                                         |                   |              |

## Seria 21
| | Tytuł (Tytuł oryginalny)                              | Katastrofa                                                          | Model samolotu             | Data katastrofy                   | Liczba ofiar |
| --- | ----------------------------------------------------- | ------------------------------------------------------------------- | -------------------------- | --------------------------------- | ------------ |
| 1 | Koszmar nad Morzem Północnym (North Sea Nightmare)    | Incydent lotu Loganair 6780                                         | Saab 2000                  | 15 grudnia 2014                   | 0            |
| Saab 2000 lecący z Aberdeen podchodzi do lądowania na lotnisku w Sumburgh. Wskutek uderzenia pioruna rozpoczynają się problemy z pilotażem. Piloci w pewnym momencie są o krok od tragedii. Ostatecznie maszyna bezpiecznie ląduje na lotnisku. |                                                       |                                                                     |                            |                                   |              |
| 2 | Śmiertelne zderzenie (Playing Catch Up)               | Katastrofa lotu Execuflight 1526                                    | BAe 125                    | 10 listopada 2015                 | 9            |
| Samolot linii Execuflight rozbija się podczas podchodzenia do lądowania na lotnisku w Ohio. Ginie wszystkie 9 osób na pokładzie. Śledczy dowiadują się, że do katastrofy doprowadziło niewystarczające doświadczenie pilotów. |                                                       |                                                                     |                            |                                   |              |
| 3 | Tragiczny start (Tragic Takeoff)                      | Katastrofa lotu Comair 5191                                         | Bombardier CRJ-100ER       | 27 sierpnia 2006                  | 49           |
| W wyniku pomyłki dróg startowych samolot linii Comair zahacza podwoziem o ogrodzenie lotniska i rozbija się o pobliskie drzewa. Katastrofę przeżył tylko drugi pilot. |                                                       |                                                                     |                            |                                   |              |
| 4 | Boeing MAX 8: Uziemiony (Grounded: Boeing MAX 8)      | Katastrofa lotu Lion Air 610 Katastrofa lotu Ethiopian Airlines 302 | Boeing 737 MAX 8           | 29 października 201810 marca 2019 | 189 157      |
| Odcinek poświęcony jest dwóm katastrofom z niemalże identyczną przyczyną, które przyczyniły się do uziemienia jednej z najnowocześniejszych maszyn od Boeinga. W pierwszej z nich wskutek błędnego działania systemu MCAS Boeing 737 MAX 8 lecący dla indonezyjskiego przewoźnika Lion Air wpada do Morza Jawajskiego. Sytuacja powtarza się niecałe 5 miesięcy później w Etiopii, pomimo poinformowania pilotów innego przewoźnika o procedurach wprowadzonych po tej pierwszej katastrofie. |                                                       |                                                                     |                            |                                   |              |
| 5 | Horror na pokładzie (Cabin Catastrophe)               | Awaryjne lądowanie lotu Southwest Airlines 1380                     | Boeing 737-700             | 17 kwietnia 2018                  | 1            |
| Podczas lotu samolotu linii Southwest Airlines dochodzi do awarii silnika, co z kolei wywołuje dekompresję i uszkadza jedno ze skrzydeł. Pilotom udaje się jednak awaryjnie wylądować na lotnisku w Filadelfii. Jedyna ofiara śmiertelna to pasażerka, która została częściowo wyssana przez uszkodzone okno w kabinie. |                                                       |                                                                     |                            |                                   |              |
| 6 | Załamanie nad Katmandu (Meltdown over Kathmandu)      | Katastrofa lotu US-Bangla Airlines 211                              | Bombardier Q 400           | 12 marca 2018                     | 51           |
| Bombardier Dash 8 Q400 banglijskich linii lotniczych US-Bangla Airlines lecący z Dhaki podchodzi do lądowania na lotnisku w Katmandu. Piloci próbują lądować, lecz maszyna wypada z pasa startowego i rozbija się na pobliskim boisku piłkarskim. 51 spośród 71 osób na pokładzie samolotu nie przeżyły katastrofy. |                                                       |                                                                     |                            |                                   |              |
| 7 | Pechowa misja (Mission Disaster)                      | Incydent lotniczy w Dżuddzie                                        | Boeing KC-135 Stratotanker | 22 lutego 1991                    | 0            |
| Z powodu silnej turbulencji, obydwa silniki pod lewym skrzydłem wojskowego samolotu-cysterny ulegają uszkodzeniu krótko po starcie. Mimo to pilotom udaje się bezpiecznie wylądować na lotnisku w Dżuddzie. |                                                       |                                                                     |                            |                                   |              |
| 8 | Blokada podwozia (Caught In A Jam)                    | Katastrofa lotu Ansett New Zealand 703                              | Bombardier Dash 8-100      | 9 czerwca 1995                    | 4            |
| Samolot linii Ansett New Zealand przygotowuje się do lądowania na lotnisku w Palmerston North. Pilot zauważa, że podwozie maszyny wysunęło się tylko częściowo. Samolot rozbija się 16 kilometrów na wschód od lotniska. Zła pogoda utrudnia ratownikom dotarcie do miejsca katastrofy, którą przeżyło 17 z 21 osób znajdujących się na pokładzie samolotu. |                                                       |                                                                     |                            |                                   |              |
| 9 | Sekundy przed przyziemieniem (Seconds from touchdown) | Katastrofa lotu Propair 420                                         | Fairchild Metroliner SA226 | 18 czerwca 1998                   | 11           |
| Krótko po starcie samolotu czarterowych linii Propair piloci zgłaszają problem z hydrauliką pokładową. Podczas zawracania na lotnisko załoga traci kontrolę nad maszyną i w wyniku przegrzania jeden z jej silników zapala się. Po awaryjnym lądowaniu z silnika wylewa się paliwo, a pożar niszczy maszynę zabijając wszystkie 11 osób na pokładzie. |                                                       |                                                                     |                            |                                   |              |
| 10 | Śmiertelne zmęczenie (Deadly Delivery)                | Katastrofa lotu UPS Airlines 1354                                   | Airbus A300-600F           | 14 sierpnia 2013                  | 2            |
| Samolot lecący dla firmy przesyłkowej United Parcel Service podchodzi do lądowania na lotnisku w Birmingham. Nagle zahacza o drzewa przed lotniskiem i uderza w ziemię około kilometra przed progiem pasa. W wyniku przeciążenia giną obydwaj piloci. |                                                       |                                                                     |                            |                                   |              |

## Seria 22
| Nr | Tytuł (Tytuł oryginalny)                       | Katastrofa                                       | Model samolotu               | Data katastrofy      | Liczba ofiar |
| --- | ---------------------------------------------- | ------------------------------------------------ | ---------------------------- | -------------------- | ------------ |
| 1 | Oczekiwanie (Holding Pattern)                  | Katastrofa lotu Flydubai 981                     | Boeing 737-8KN               | 19 marca 2016        | 62           |
| Nad lotniskiem krąży Boeing 737 linii Flydubai. Lot jest opóźniony od dwóch godzin. Piloci postanawiają odejść na drugi krąg drugi raz. Chwilę później, maszyna zaczyna spadać. Boeing 737 uderza w ziemię na lewo od pasa. Ginie 55 pasażerów i 7 członków załogi. Śledczy odkrywają, że przyczynami katastrofy były nieprawidłowa konfiguracja samolotu i nieprawidłowe prowadzenie załogi.  |                                                |                                                  |                              |                      |              |
| 2 | Burza nad Portugalią (Peril over Portugal)     | Katastrofa lotu Martinair 495                    | McDonnell Douglas DC-10-30CF | 21 grudnia 1992      | 56           |
| Na lotnisku w Faro panuje burza. McDonnell Douglas DC-10 linii Martinair podchodzi do lądowania. Podczas dotknięcia pasa samolot eksploduje, zabijając 56 osób. |                                                |                                                  |                              |                      |              |
| 3 | Niewidzialny bombowiec (Stealth Bomber Down)   | Katastrofa w bazie Andersen                      | Northtrop B-2 Spirit         | 23 lutego 2008       | 0            |
| Bombowiec wart 2 miliardy dolarów startuje z bazy w Guam. Rutynowy manewr ma fatalny przebieg. Nagle maszyna rozbija się tuż po starcie. Badanie wraku ujawnia zaskakującą przyczynę zdarzenia. |                                                |                                                  |                              |                      |              |
| 4 | Podwójne problemy (Double Trouble)             | Awaryjne lądowanie lotu Trans-Air Service 671    | Boeing 707-321C              | 31 marca 1992        | 0            |
| W czasie lotu Trans-Air Service 671 niedaleko Istres rozpoczynają się kłopoty. Na pokładzie było pięciu członków załogi. Maszyna zmierzała do Kano. W pewnym momencie nagle odrywają się dwa silniki. Maszyna cudem ląduje. Śledztwo wykazało problem, który może okazać się śmiertelnym zagrożeniem dla każdego Boeinga 707.                                                                  |                                                |                                                  |                              |                      |              |
| 5 | Wprost do Pacyfiku (Pacific Plunge)            | Katastrofa lotu Alaska Airlines 261              | McDonnell Douglas MD-83      | 31 stycznia 2000     | 88           |
| MD83 leciał z Meksyku do Seattle. Nagle maszyna wpada w lot nurkowy i wpada do Pacyfiku, u wybrzeży Kalifornii. Zginęło 88 osób. Ratownikom udało się wydobyć z oceanu zwłoki ofiar, rejestrator pokładowy, a także wrak maszyny. Przyczyną katastrofy było nadmierne zużycie pewnego mechanizmu usterzenia ogonowego i jego niewłaściwa eksploatacja.                                         |                                                |                                                  |                              |                      |              |
| 6 | Groza nad Michigan (Terror over Michigan)      | Awaryjne lądowanie lotu Trans World Airlines 841 | Boeing 727-31                | 4 kwietnia 1979      | 0            |
| Kiedy Boeing 727 linii Trans World Airlines przelatywał nad Saginaw nagle zaczął nurkować. Pilotom na szczęście udało się opanować maszynę i skierowali się do lotniska w Detroit. Nikt nie ucierpiał, ale śledczy muszą wyjaśnić przyczynę zdarzenia. |                                                |                                                  |                              |                      |              |
| 7 | Przeszkody przy lądowaniu (Tree Strike Terror) | Incydent podczas lotu American Airlines 1572     | McDonnell Douglas MD-83      | 12 listopada 1995    | 0            |
| Rekonstrukcja wypadku odrzutowego samolotu pasażerskiego w trakcie manewru podchodzenia do lądowania w Nartford. Maszyna nagle uderzyła w drzewa. Chwilę później wylądowała. |                                                |                                                  |                              |                      |              |
| 8 | Całkowita ciemność (Pitch Black)               | Katastrofa lotu Air Illinois 710                 | Hawker Siddeley HS 748       | 11 października 1983 | 10           |
| Samolot Air Illionis, lecący do Carbondale, zniknął nagle z radaru. Nieco później, zostaje znaloziony wrak. Zginęły wszystkie 10 osób na pokładzie. W trakcie śledztwa natrafiono na dowody, które mogą wskazywać, że piloci popełnili błąd. |                                                |                                                  |                              |                      |              |
| 9 | Ryzykowny lot (Turboprop Terror)               | Katastrofa lotu Flagship Airlines 3379           | Jetstream 32                 | 13 grudnia 1994      | 15           |
| Jetstream 32, realizujący lot Flagship 3379, rozbija się chwilę przed lądowaniem w Raleigh. Ginie 15 osób, a 5 ludzi się uratowało. W Karolinie Północnej pojawiają się eksperci, by poznać przyczyny wypadku. Szczątki maszyny spoczywają w lesie. Szczegółowa analiza zebranych dowodów pozwala ustalić, jak skomplikowany był ciąg niefortunnych zdarzeń, które doprowadziły do katastrofy. |                                                |                                                  |                              |                      |              |
| 10 | Utrata legendy (Loss of a Legend)              | Katastrofa helikoptera w Calabasas               | Sikorsky S-76B               | 26 stycznia 2020     | 9            |
| W styczniu 2020 roku Kobe Bryant leciał z hrabstwa Orange do Camarillo. Jednak śmigłowiec rozbił się w trakcie podejścia do lądowania. Bryant, jego córka i 7 innych osób zginęło. Informacja o katastrofie śmigłowca z Bryantem wstrząsa całym światem. Do tragicznego zdarzenia przyczyniło się naruszenie zasad wykonywania lotów z widocznością i doznanie dezorientacji przestrzennej.    |                                                |                                                  |                              |                      |              |

## Seria 23
| Nr | Tytuł (Tytuł oryginalny)                                      | Katastrofa                                           | Model samolotu                   | Data katastrofy      | Liczba ofiar |
| --- | ------------------------------------------------------------- | ---------------------------------------------------- | -------------------------------- | -------------------- | ------------ |
| 1 | Tragiczna konferencja (Deadly Exchange)                       | Katastrofa lotu Corporate Airlines 5966              | Jetstream 32                     | 19 października 2004 | 13           |
| Wyszedłszy z chmur, lot Corporate Airlines 5966 uderza w drzewa na podejściu końcowym do lotniska w Kirksville w Missouri i spada na ziemię. |                                                               |                                                      |                                  |                      |              |
| 2 | Zagłuszone sygnały (Mixed Signals)                            | Katastrofa lotu Independent Air 1851                 | Boeing 707-331B                  | 8 lutego 1989        | 144          |
| Lot Independent Air 1851 z Włoch do Dominikany rozbija się o szczyt góry podczas międzylądowania na Azorach. W wypadku giną 144 osoby. |                                                               |                                                      |                                  |                      |              |
| 3 | Utrata szczelności (Pressure Point)                           | Katastrofa lotu Japan Airlines 123                   | Boeing 747SR                     | 12 sierpnia 1985     | 520          |
| Niedługo po starcie lotem Japan Airlines 123 wstrząsa podwójna eksplozja. Pomimo wysiłków załogi uszkodzony samolot uderza w zbocze góry. Podczas akcji ratunkowej udało się uratować jedynie 4 pasażerów. Była to największa pod względem liczby ofiar śmiertelnych katastrofa z udziałem pojedynczego samolotu. |                                                               |                                                      |                                  |                      |              |
| 4 | Nadmierna prędkość (Power Play)                               | Katastrofa lotu Airlines PNG 1600                    | Bombardier Q 100                 | 13 października 2011 | 28           |
| W trakcie rutynowego lotu maszyna nagle traci moc w obu silnikach. Podczas awaryjnego lądowania na brzegu rzeki giną niemal wszyscy na pokładzie. |                                                               |                                                      |                                  |                      |              |
| 5 | Poza kontrolą (Control Catastrophe)                           | Awaryjne lądowanie lotu Air Astana 1388              | Embraer ERJ-190LR                | 11 listopada 2018    | 0            |
| Załoga lotu Air Astana 1388 zmuszona jest walczyć o życie, gdy odrzutowiec przez ponad godzinę wykonuje niekontrolowane nurkowania i skręty. |                                                               |                                                      |                                  |                      |              |
| 6 | Horror w kokpicie (Cockpit Catastrophe)                       | Incydent podczas lotu Sichuan Airlines 8633          | Airbus A319-133                  | 14 maja 2018         | 0            |
| Gdy lot Sichuan Airlines 8633 przelatuje nad Himalajami, rozpada się owiewka kokpitu. Pęd powietrza niemal wyrzuca drugiego pilota na zewnątrz. |                                                               |                                                      |                                  |                      |              |
| 7 | Tragiczny sylwester (Dream Flight Disaster)                   | Katastrofa Sydney Seaplanes DHC-2                    | de Havilland Canada DHC-2 Beaver | 31 grudnia 2017      | 6            |
| Samolot, którym brytyjski multimilioner z rodziną leci do Sydney, nagle spada do wody. Okazuje się, że przyczyną był drobny problem serwisowy. |                                                               |                                                      |                                  |                      |              |
| 8 | Niebezpieczny podstęp (Deadly Deception)                      | Incydent w czasie lotu Balkan Bulgarian Airlines 013 | An-24B                           | 7 marca 1983         | 1            |
| Napastnicy porywają bułgarski odrzutowiec lecący do Warny, żądając przekierowania maszyny do Wiednia. W zbiornikach nie ma jednak dość paliwa. |                                                               |                                                      |                                  |                      |              |
| 9 | Tragiczna dostawa (Delivery to Disaster)                      | Katastrofa lotu Atlas Air 3591                       | Boeing 767-300BCF                | 23 lutego 2019       | 3            |
| Krótko przed lądowaniem samolot towarowy Amazona z nieznanych przyczyn nurkuje i wpada do bagna. Śledczy nie znajdują śladów awarii mechanicznej. |                                                               |                                                      |                                  |                      |              |
| 10 | Tajemnica Morza Śródziemnego (Mystery over the Mediterranean) | Katastrofa lotu EgyptAir 804                         | Airbus A320-232                  | 19 maja 2016         | 66           |
| Lot EgyptAir 804 spada do Morza Śródziemnego. Choć wszystko wskazuje na pożar na pokładzie, władze Egiptu oskarżają o wypadek terrorystów. |                                                               |                                                      |                                  |                      |              |

## Seria 24
| Nr | Tytuł (Tytuł oryginalny)                       | Katastrofa                                          | Model samolotu                                                   | Data katastrofy      | Liczba ofiar |
| --- | ---------------------------------------------- | --------------------------------------------------- | ---------------------------------------------------------------- | -------------------- | ------------ |
| 1 | Groza nad Pacyfikiem (Terror Over The Pacific) | Katastrofa lotu United Airlines 811                 | Boeing 747-122                                                   | 24 lutego 1989       | 9            |
| Kadłub boeinga 747 rozrywa eksplozja. Załodze udaje się wylądować. Eksperci podejrzewają atak terrorystów, ale przyczyna okazuje się inna.        |                                                |                                                     |                                                                  |                      |              |
| 2 | Mroźne lądowanie (Disaster at Dutch Harbor)    | Katastrofa lotu PenAir 3296                         | Saab 2000                                                        | 17 października 2019 | 1            |
| Lot PenAir 3296 wykonuje podejście do trudnego lotniska na jednej z wysp Alaski. Po lądowaniu załodze nie udaje się wyhamować przed końcem pasa.  |                                                |                                                     |                                                                  |                      |              |
| 3 | Niedokończone szkolenie (Deadly Departure)     | Katastrofa lotu Air Transport International 782     | Douglas DC-8-63F                                                 | 16 lutego 1995       | 3            |
| DC-8 ma wykonać przelot na trzech silnikach z Kansas City do placówki serwisowej. Podczas próby startu maszyna zbacza z pasa i rozbija się.       |                                                |                                                     |                                                                  |                      |              |
| 4 | Bez ostrzeżenia (Without Warning)              | Kolizja lotnicza na Alasce                          | de Havilland Canada DHC-2 Beaver de Havilland Canada DHC-3 Otter | 13 maja 2019         | 6            |
| Dwa samoloty z turystami zderzają się w pobliżu wodospadu na Alasce. Mniejsza maszyna rozpada się, powodując śmierć wszystkich na pokładzie.      |                                                |                                                     |                                                                  |                      |              |
| 5 | Horror w Tajpej (Eleven Deadly Seconds)        | Katastrofa lotu China Airlines 676                  | Airbus A300-622R                                                 | 16 lutego 1998       | 202          |
| Lot China Airlines 676 podchodzi do lądowania w Tajpej podczas burzy. W pewnej chwili traci siłę nośną i spada na przedmieścia stolicy Tajwanu.   |                                                |                                                     |                                                                  |                      |              |
| 6 | Niezwykłe lądowanie (Fight for Survival)       | Katastrofa lotu Pilgrim Airlines 458                | de Havilland Canada DHC-6 Twin Otter                             | 21 lutego 1982       | 1            |
| Gdy podczas lotu Pilgrim Airlines 458 spod podłogi nagle strzelają płomienie, załoga podejmuje decyzję o natychmiastowym awaryjnym lądowaniu.     |                                                |                                                     |                                                                  |                      |              |
| 7 | Utrata steru (Pitch Battle)                    | Katastrofa lotu Colgan Air 9446                     | Beechcraft 1900D                                                 | 26 sierpnia 2003     | 2            |
| Beechcraft 1900 linii Colgan Air realizuje pierwszy lot po czterodniowym pobycie w serwisie. Kilka minut po starcie nurkuje i wpada do oceanu.    |                                                |                                                     |                                                                  |                      |              |
| 8 | Pokład w ogniu (Under Fire)                    | Katastrofa lotu Saudi Arabian Airlines 163          | Lockheed L-1011 TriStar 200                                      | 19 sierpnia 1980     | 301          |
| Kilka minut po starcie lotu Saudi Arabian Airlines 163 wybucha pożar. Załodze udaje się wylądować, ale ogień zabija wszystkich na pokładzie.      |                                                |                                                     |                                                                  |                      |              |
| 9 | Tragiczny transfer (Lost Star Footballer)      | Katastrofa Piper PA-46 Malibu nad kanałem La Manche | Piper PA-46 Malibu                                               | 21 stycznia 2019     | 2            |
| Wyczarterowany Piper Malibu, wiozący argentyńskiego piłkarza Emiliana Salę do nowego klubu Cardiff City, znika z radaru nad kanałem La Manche.    |                                                |                                                     |                                                                  |                      |              |
| 10 | Niefortunna dyrektywa (Deadly Directive)       | Katastrofa lotu Ethiopian Airlines 302              | Boeing 737 MAX 8                                                 | 10 marca 2019        | 157          |
| Boeing 737 MAX 8 rozbija się tuż po starcie z Addis Abeby. Giną wszyscy na pokładzie. To drugi wypadek maszyny tego typu w ciągu pięciu miesięcy. |                                                |                                                     |                                                                  |                      |              |

## Seria 25
| Nr | Tytuł (Tytuł oryginalny)                      | Katastrofa                                         | Model samolotu                                | Data katastrofy  | Liczba ofiar |
| --- | --------------------------------------------- | -------------------------------------------------- | --------------------------------------------- | ---------------- | ------------ |
| 1 | Wypadek samolotu gaśniczego (Firebomber Down) | Katastrofa lotu Coulson Aviation 134               | Lockheed EC-130Q Hercules                     | 23 stycznia 2020 | 3            |
| Samolot strażacki z 3 osobami na pokładzie rozbija się podczas walki z pożarem australijskiego buszu przy złej pogodzie. |                                               |                                                    |                                               |                  |              |
| 2 | Wodowanie w Pacyfiku (Pacific Ditching)       | Katastrofa lotu Transair 810                       | Boeing 737-275C                               | 2 lipca 2021     | 0            |
| Natychmiast po starcie z lotniska w Honolulu, uszkadza się jeden z silników Boeinga 737. Piloci postanowili awaryjnie lądować w wodzie. O dziwo, obywaj przeżyli. Po dokładnym zbadaniu szczątków silnika ustalono, że przyczyną uszkodzenia były reakcja redoks i korozja. |                                               |                                                    |                                               |                  |              |
| 3 | Chaos w Kabinie (Cabin Chaos)                 | Awaryjne lądowanie lotu China Eastern Airlines 583 | McDonnell Douglas MD-11                       | 6 kwietnia 1993  | 2            |
| Niedaleko Wysp Aleuckich MD-11 dopadają silne oscylacje, przez co załoga zostaje zmuszona do awaryjnego lądowania na wojskowym lotnisku na wyspie Shemya. Śledczy odkrywają, że jeden z pilotów podczas lotu przypadkowo wysunął sloty.                                     |                                               |                                                    |                                               |                  |              |
| 4 | Wątpliwości (Second Thoughts)                 | Katastrofa lotu Luxair 9642                        | Fokker F50-111                                | 6 listopada 2002 | 20           |
| Lot Luxair 9642 rozbija się w gęstej mgle. Nagranie z kokpitu ujawnia, że zawiódł „niezawodny” system. |                                               |                                                    |                                               |                  |              |
| 5 | Odcięcie mocy (Powerless Plunge)              | Katastrofa lotu Loganair 670A                      | Short 360-100                                 | 27 lutego 2001   | 2            |
| Lot Loganair 670A rozbija się w Morzu Północnym. Ginie dwóch pilotów. Śledczy łączą system odladzania, nocną burzę i awarię obu silników. |                                               |                                                    |                                               |                  |              |
| 6 | Zabójcze wznoszenie (Deadly Climb)            | Katastrofa lotu Midwest Express 105                | McDonnell Douglas DC-9                        | 6 września 1985  | 31           |
| Rok 1985. Samolot DC-9 rozbija się po starcie z Milwaukee. Ostatecznie to, czego nie słychać na nagraniu z kokpitu, ujawnia przyczynę katastrofy. |                                               |                                                    |                                               |                  |              |
| 7 | Kłopoty z mocą (Power Struggle)               | Katastrofa lotu Sriwijaya Air 182                  | Boeing 737-524                                | 9 stycznia 2021  | 62           |
| Wkrótce po starcie lot Sriwijaya Air 182 wpada do Morza Jawajskiego. Śledczy odkrywają przeoczone krytyczne wady. |                                               |                                                    |                                               |                  |              |
| 8 | Koniec paliwa (Running on Empty)              | Katastrofa lotu Air Tahoma 185                     | Convair 580                                   | 13 sierpnia 2004 | 1            |
| Lot Air Tahoma 185 spada tuż przed pasem w Cincinnati. Oba silniki zgasły, choć na pokładzie było dużo paliwa. |                                               |                                                    |                                               |                  |              |
| 9 | Katastrofalna kolizja (Collision Catastrophe) | Zderzenie samolotów nad Überlingen                 | Tupolew Tu-154Boeing 757-23APF                | 1 lipca 2002     | 71           |
| Dwa samoloty zderzają się nad Niemcami. Śledczy badają, jak doszło do kolizji i co zawiodło w systemach zapobiegających takim wypadkom. "Uwagi": Tę katastrofę przedstawiono również w 6 odcinku 2 sezonu, pod tytułem "Kolizja"                                            |                                               |                                                    |                                               |                  |              |
| 10 | Tragiczny lot próbny (Fatal Test Flight)      | Katastrofa lotu Airborne Express 827               | Douglas DC-8                                  | 22 grudnia 1996  | 6            |
| Rutynowy lot testowy DC-8 zakończył się tragicznie. Śledczy odkryli, że samolot był skazany na katastrofę z powodu usterek technicznych. |                                               |                                                    |                                               |                  |              |
| 11 | Bez wyjścia (No Exit)                         | Zderzenie na lotnisku w Los Angeles                | Boeing 737-3B7Fairchild Swearingen Metroliner | 1 lutego 1991    | 34           |
| Podczas lądowania w Los Angeles samolot USAir 1493 zderza się z innym samolotem i staje w płomieniach, pochłaniając życie 21 osób. |                                               |                                                    |                                               |                  |              |

## Numeracja serii
Numery serii stosowane podczas emisji programu przez nadawcę National Geographic (NG) począwszy od sezonu 8 są zaniżone o jeden w stosunku do oryginalnych. Seria 9 w oryginale – to seria 8 w NG, seria 10 w oryginale – to seria 9 w NG itd. Zaburzenie to spowodowane jest usunięciem serii 6 specjalnej oraz 8 specjalnej z listy odcinków nadawcy, mimo iż pierwotnie zostały one wyemitowane na antenie stacji. Po serii 8 specjalnej, kolejna seria (zwykła) otrzymała numer 8, podczas gdy w oryginale otrzymała numer 9. Obecnie te dwie serie specjalne emitowane są w Polsce tylko na antenie stacji Stopklatka (kanał telewizyjny), a National Geographic usunął je z listy odcinków poświęconej serialowi Katastrofa w przestworzach we wszystkich krajach.